# Herzogtum Nassau
Das Herzogtum Nassau war ein von 1806 bis 1866 bestehender deutscher Staat, der zunächst Mitglied des Rheinbunds und ab 1815 des Deutschen Bundes war. Infolge des Deutschen Krieges wurde das Herzogtum von Preußen annektiert und in die Provinz Hessen-Nassau eingegliedert. Seit 1946 gehört sein Gebiet zu den heutigen Bundesländern Hessen und Rheinland-Pfalz. Seine Hauptstadt war Wiesbaden, bis 1816 zusätzlich Weilburg. 
Obwohl das „Nassauer Land“ seit dem Zweiten Weltkrieg keine politische Einheit mehr darstellt, lebt die geschichtliche und sprachliche Verbundenheit der Region bis heute in Vereinen, der Evangelischen Kirche in Hessen und Nassau und Unternehmen wie der Nassauischen Sparkasse fort.

## Geographie

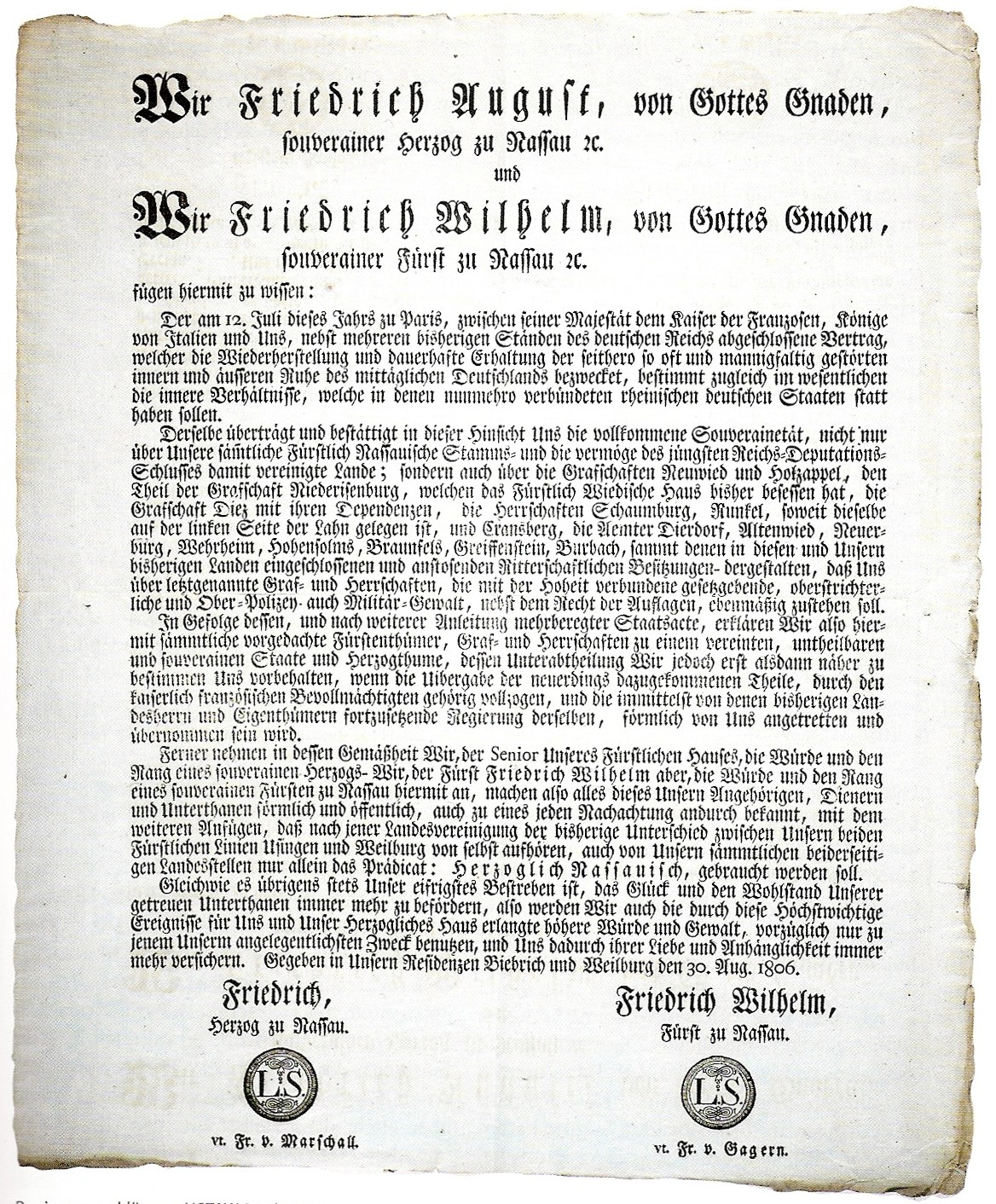
Nassauische Souveränitätserklärung vom 30. August 1806

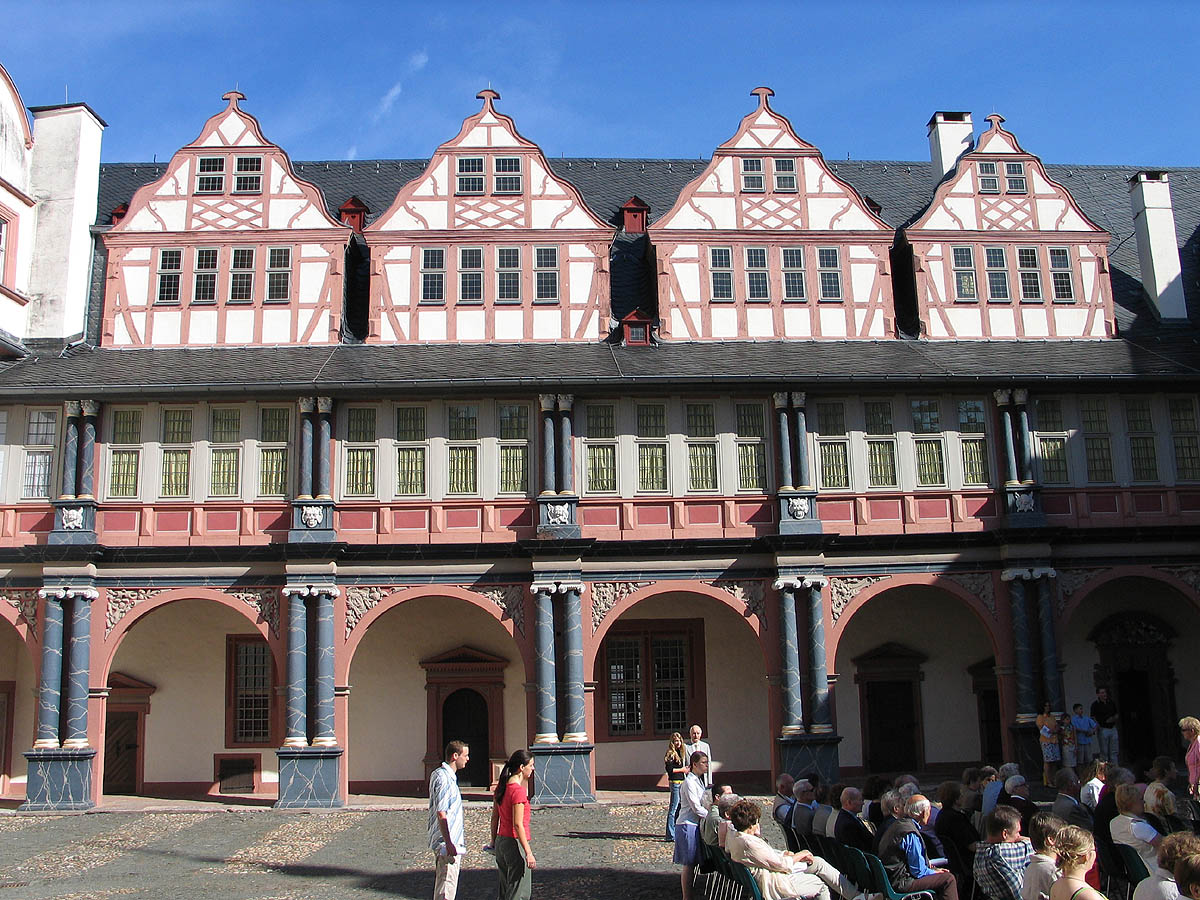
Bis 1816 residierten die Fürsten von Nassau-Weilburg auf Schloss Weilburg. Danach wurde es Herzogliche Nebenresidenz.

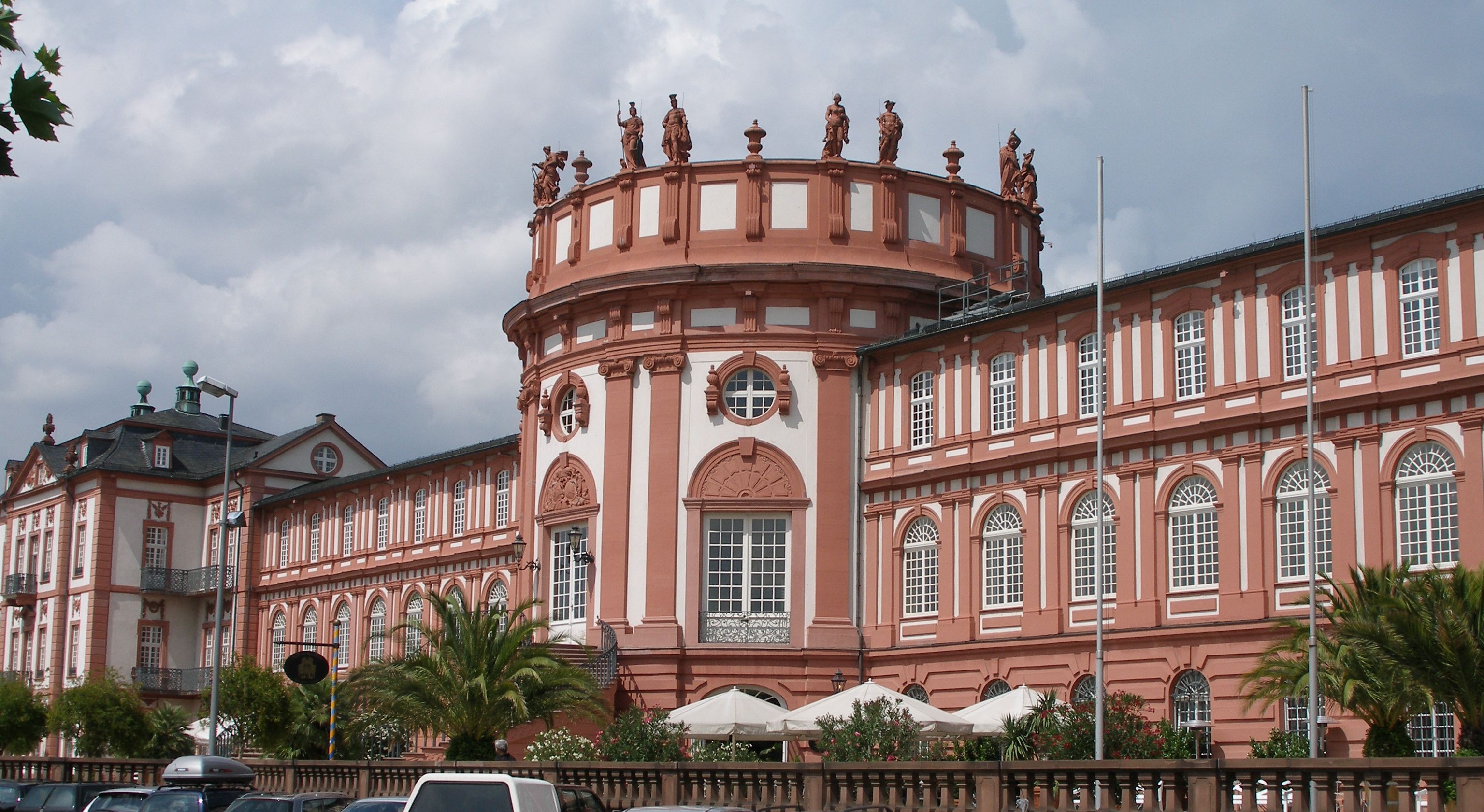
Schloss Biebrich am Rhein war 1817–41 der Sitz der nassauischen Herzöge, danach nur noch Sommerresidenz.

Das Gebiet des Herzogtums war im Wesentlichen deckungsgleich mit den Mittelgebirgen Taunus und Westerwald. Die südliche und westliche Grenze bildeten Main und Rhein, etwas nördlich der Mitte des Landes trennte die Lahn die beiden Mittelgebirge voneinander. Nachbar im Osten und Süden war das Großherzogtum Hessen, im Osten weiter die Landgrafschaft Hessen-Homburg und die Freie Stadt Frankfurt, im Westen lag die zu Preußen gehörende Rheinprovinz, zu der als Exklave auch der östlich von Nassau gelegene Kreis Wetzlar gehörte.

## Bevölkerung
Bei seiner Gründung im Jahr 1806 hatte das Herzogtum 302.769 Einwohner. Die Untertanen waren zumeist Bauern, Tagelöhner oder Handwerker. 1819 lebten sieben Prozent der Nassauer in Orten mit mehr als 2.000 Einwohnern, die übrigen in 850 kleineren Orten und 1200 Einzelgehöften. Nach Wiesbaden mit rund 5.000 Einwohnern war Limburg an der Lahn mit rund 2.600 Einwohnern die zweitgrößte Stadt. Bis 1847 wuchs die Stadt Wiesbaden auf 14.000 Einwohner an, die Stadt Limburg auf 3.400 Personen. Die drittgrößte Stadt war Höchst am Main.

## Geschichte

### Entstehung
Das Haus Nassau war im Verlauf seiner fast tausendjährigen Geschichte mehrfach in eine große Zahl von Seitenlinien zerfallen. Bis in das 18. Jahrhundert hatten sich jedoch die drei Hauptlinien der kleinen Fürstentümer Nassau-Usingen und Nassau-Weilburg sowie Nassau-Dietz (später Oranien-Nassau) mit dem ungleich größeren Territorium in den Vereinigten Niederlanden herausgebildet. Ab 1736 wurden mehrfach Verträge und Abkommen zwischen diesen Linien geschlossen (Nassauischer Erbverein), die eine erneute weitere Aufspaltung verhindern und das gemeinsame politische Vorgehen koordinieren sollten. In diesem Rahmen wurden auch die Verwaltungsgliederungen der einzelnen Territorien angeglichen und damit der Grundstein für den späteren Zusammenschluss gelegt.
Nach dem Ersten Koalitionskrieg erlitten die drei Fürstentümer Gebietsverluste an Frankreich: Nassau-Dietz verlor alle Besitzungen in den Vereinigten Niederlanden und die beiden kleinen Fürstentümer Nassau-Weilburg und Nassau-Usingen verloren ihre linksrheinischen Ländereien. Ebenso wie die anderen weltlichen deutschen Fürstentümer sollten auch die Nassauer Fürsten mit säkularisierten geistlichen Gebieten entschädigt werden. Dazu führten sie Verhandlungen auf dem Rastatter Kongress (1797) und in Paris, mit dem Ziel, vor allem Gebiete der Kurfürstentümer Mainz und Trier zu erhalten. Die beiden Fürsten entschlossen sich zur engen Anlehnung an Napoleon, wohl auch unter dem Eindruck, dass ihr Verwandter Wilhelm I. der Niederlande seine Stammlande verlor, nachdem er auf preußischer Seite gegen Frankreich gekämpft hatte. Die Nassauer Fürsten versuchten sich als treue Vasallen zu beweisen, indem sie bereitwillig und oft über die gestellten Anforderungen hinaus Truppen für Napoleons Feldzüge stellten.
Der Reichsdeputationshauptschluss von 1803 entsprach weitgehend den Wünschen der beiden kleinen nassauischen Fürstentümer. Nassau-Oranien hatte sich bereits zuvor in Separatverhandlungen mit Napoleon geeinigt. Nassau-Usingen erhielt als Ersatz für die ehemalige Grafschaft Saarbrücken, zwei Drittel der Grafschaft Saarwerden, die Herrschaft Ottweiler sowie kleinere Gebiete (insgesamt 60.000 Einwohner und 447.000 Gulden Steuereinnahmen pro Jahr) von Kurmainz Höchst, Königstein, Cronberg, Lahnstein und den Rheingau, von Kurköln einige rechtsrheinische Ämter, von Bayern das Unteramt Kaub, von Hessen-Darmstadt die Herrschaft Eppstein, Katzenelnbogen, Braubach, von Preußen die ehemaligen Grafschaften Sayn-Altenkirchen und Sayn-Hachenburg und mehrere kurmainzische Klöster. Damit glich Nassau-Usingen seinen Bevölkerungsverlust wieder aus und erwarb Steuermehreinnahmen von rund 130.000 Gulden. Nassau-Weilburg gab die Herrschaft Kirchheim und Stauf sowie sein Drittel der Grafschaft Saarwerden ab (15.500 Einwohner, 178.000 Gulden Steuereinnahmen). Dafür erhielt es zahlreiche kleine kurtrierische Besitzungen, darunter Ehrenbreitstein, Vallendar, Sayn, Montabaur und Limburg, drei Abteien und das Chorherrenstift Limburg. Dies summierte sich auf 37.000 Einwohner und 147.000 Gulden an Jahressteuern.
Im Verlauf des Entstehungsprozesses wuchs auch das Kammergut des Fürstenhauses beträchtlich auf mehr als 52.000 Hektar Wälder und landwirtschaftliche Fläche an. Diese Staatsdomänen machten 11,5 Prozent der Landesfläche aus und lieferten mit rund einer Million Gulden Gewinn pro Jahr den größten Teil der Staatseinnahmen.
Bereits vor dem eigentlichen Reichsdeputationshauptschluss, im September und Oktober 1802, besetzten die beiden nassauischen Fürstentümer die ihnen zugefallenen kurkölnischen und Kurmainzer Gebiete mit Truppen. Im November und Dezember folgte auch die Besitznahme durch zivile Verwaltungsbeamte mit Neuvereidigung der vorherigen Beamtenschaft und der Einwohner. Den Berichten der nassauischen Beamten zufolge wurde die neue Herrschaft von der Bevölkerung in den meisten Gebieten begrüßt oder zumindest ohne Proteste hingenommen, da die nassauischen gegenüber den vorherigen kirchlichen Fürstentümern als deutlich liberaler eingeschätzt wurden. Von Dezember 1802 bis September 1803 wurden zudem die wohlhabenden Klöster und Stifte aufgelöst: das Antoniterkloster Höchst, das St. Georgenstift Limburg, die Zisterzienserklöster Eberbach, Tiefenthal und Marienstatt, das Prämonstratenserkloster Arnstein und das Benediktinerkloster Schönau. Die Auflösung der besitzlosen Klöster zog sich bis 1817 hin, da der Staat mit der Auflösung eine Pensionspflicht der Mönche und Konversen übernehmen musste. Von Oktober 1803 bis Februar 1804 folgte zunächst die teils militärische Besetzung, dann die Mediatisierung zahlreicher reichsritterlicher und reichsunmittelbarer Territorien. Erst im August und September 1806 wurde die Inbesitznahme auch rechtlich per Edikt, gestützt auf die Rheinbundakte, vollzogen. Dieser Vorgang rief unter der Reichsritterschaft erheblichen Widerstand hervor, der aber folgenlos blieb, nicht zuletzt, da die Nassauer Fürsten bei der Inbesitznahme von französischen Beamten und Soldaten unterstützt wurden.
Am 17. Juli 1806 traten Fürst Friedrich August von Nassau-Usingen und sein Vetter Fürst Friedrich Wilhelm von Nassau-Weilburg dem Rheinbund bei. Im Gegenzug dafür erhielt Friedrich August, der Älteste des Hauses Nassau, den Titel eines souveränen Herzogs von Nassau. Friedrich Wilhelm wurde der Titel des souveränen Fürsten von Nassau verliehen. Die Fürsten fällten die Entscheidung, ihre beiden Fürstentümer nun endgültig zu einem Herzogtum zu vereinen. Dies wurde formal am 30. August 1806 vollzogen. Diese Entscheidung wurde dadurch begünstigt, dass Friedrich August keine männlichen Nachkommen hatte und der wesentlich jüngere Friedrich Wilhelm ohnehin sein Erbe geworden wäre. Staatsminister waren Hans Christoph Ernst von Gagern und Ernst Franz Ludwig Marschall von Bieberstein. Nach 1811 leitete von Bieberstein bis zu seinem Tod die Amtsgeschäfte alleine.
Beide Teil-Herzogtümer verfügten anfänglich über eine jeweils eigene Regierung in Wiesbaden und Weilburg. Eine dritte Regierung bestand in Ehrenbreitstein für die Gebiete der Grafschaften Sayn-Hachenburg und Sayn-Altenkirchen. Bis 1816 wurden diese Regierungen in Wiesbaden vereinigt. Aus mehr als 20 vorher selbstständigen Teilen und Territorien, säkularisierten und ehemals dem Reich unterstellten Gebieten mit unterschiedlichen Bekenntnissen und Interessen wurde das neue Land geformt.
Eine 1813 nach dem Untergang Napoleons drohende Zerschlagung des Herzogtums vermieden die Herzöge und ihre Regierung durch eine enge Anlehnung an Österreich, das im August 1813 zu den Alliierten übertrat. Am 23. November 1813 trat Nassau im Großen Hauptquartier in Frankfurt/Main zu den Alliierten über. In dem zugehörigen Vertrag garantierten Russland, Österreich und Preußen das souveräne Fortbestehen des Herzogtums Nassaus. Das Herzogtum erklärte sich im Gegenzug zu Gebietsabtretungen im Rahmen einer Neuordnung Deutschlands bereit, die aber gegen Entschädigung stattfinden sollten. Zudem gewannen die Herzöge in Preußen Heinrich Friedrich Karl vom und zum Stein als Unterstützer, obwohl dieser zu den auf dem Gebiet des Herzogtums mediatisierten Standesherren gehörte. Sein anfänglicher Protest verwandelte sich nach einer erheblichen Entschädigung durch die Nassauer zu einer dauerhaften Unterstützung des Herzogtums.
Im Jahr 1815 kam es noch einmal zu einem Gebietszuwachs für das Herzogtum. Als die nassau-oranische Linie am 31. Mai die niederländische Königskrone erhielt, musste sie ihre Stammlande an Preußen abtreten, das am Folgetag einen Teil davon an das Herzogtum Nassau weitergab. Im Rahmen des zugehörigen Abkommens erfolgten weitere kleinere Gebietsverschiebungen, in deren Rahmen Nassau Grenzstreifen nahe Siegen und Wetzlar an Preußen abgab und dafür die Niedergrafschaft Katzenelnbogen erhielt. Nach diesem Abschluss der Territorialentwicklung ließ die Opposition der mediatisierten Häuser nach, die bis dahin noch auf eine Wiederherstellung ihrer Territorien gedrängt hatten. Letztmals formierte sie sich in der Herrenbank des Landtags.

### Reformära
Im Stil des aufgeklärten Absolutismus, aber inhaltlich an die Rechtslage in den französisch besetzten Gebieten angelehnt, dekretierten die Landesherren eine Reihe von Reformen, die in anderen deutschen Territorien bereits früher vollzogen worden waren. Die Ausarbeitung hatte Staatsminister von Bieberstein in Rücksprache mit dem Freiherrn vom Stein erledigt. Zu den Reformen zählten die Aufhebung der Leibeigenschaft (1806), die Zulassung konfessioneller Mischehen (1808), die Einführung von Reise- und Niederlassungsfreiheit (1810) und eine grundlegende Steuerreform, die 1812 insgesamt 991 direkte Steuern durch eine einheitliche und sozial abgestufte Grund- und Gewerbesteuer ersetzte. Entehrende Körperstrafen wurden aufgehoben und die Kulturverordnung förderte die eigenverantwortliche Bewirtschaftung von Grund und Boden.
Aufgrund der religiösen Heterogenität führte Nassau mit dem Schuledikt vom 24. März 1817 die Simultanschulen ein und am 14. März 1818 – erstmals in Deutschland – ein flächendeckendes staatliches Gesundheitssystem, siehe Apothekenwesen in Nassau. Als eine der letzten großen Reformen wurde 1819 die Gewerbefreiheit eingeführt.
Nach einer Übergangszeit mit vier Distrikten wurde das neue Herzogtum zum 1. August 1809 in die drei Regierungsbezirke Wiesbaden, Weilburg und Ehrenbreitstein unterteilt. Die Zahl der Ämter wurde von 62 im Jahr 1806 auf 28 im Jahr 1817 verringert. Bei diesen Reformen handelte es sich nicht nur um eine Modernisierung der bestehenden Verwaltung, sondern auch um eine Vereinheitlichung zur Integration der zahlreichen hinzugewonnenen Gebiete mit ihren sehr verschieden aufgebauten Verwaltungen. Die obersten Ebenen von Justiz und Verwaltung wurden getrennt. Wiesbaden wurde zum Standort des Oberappellationsgerichts, Dillenburg zu dem des Hofgerichts. 1822 erhielt Wiesbaden ein zweites Hofgericht. Dazu kamen später zwei Kriminalgerichte in den beiden Städten.
Einzigartig in den deutschen Staaten war die Ordnung des Gesundheitswesens. Die Medizinalverordnung vom 14. März 1818 legte für jedes Amt einen staatlich angestellten Medizinalrat mit Assistenten, eine Amtsapotheke (in der Praxis jedoch oft für mehrere Ämter zuständig) und mehrere Hebammen fest. Die Ärzte mussten arme Einwohner zu vergünstigten Tarifen behandeln.

### Die Verfassung von 1814
Am 2. September 1814 wurde ebenfalls per Dekret eine Verfassung erlassen. Es war die erste moderne Verfassung eines deutschen Staates. Aufgrund der nun – wenn auch nur sehr begrenzten – parlamentarischen Mitwirkung, insbesondere bei der Steuererhebung, wird sie in der damaligen Terminologie als landständische Verfassung bezeichnet, wobei der Begriff Landstände noch auf entsprechende Traditionen aus dem Alten Reich zurückgreift. Die Verfassung garantierte die Freiheit des Eigentums, religiöse Toleranz und die Freiheit der Presse. Sie wurde maßgeblich durch Heinrich Friedrich Karl Freiherr vom Stein beeinflusst. Die Fürsten hatten auf seine Mitarbeit gedrängt, weil er zu den durch sie enteigneten Reichsrittern zählte und durch seine Einbeziehung der Widerstand aus der Ritterschaft abgeschwächt werden sollte.
Die Gesetzgebung der Restaurationszeit, insbesondere die Karlsbader Beschlüsse von 1819 bedeuteten aber auch in Nassau einen erneuten Abbau von Freiheitsrechten. Die nassauische Regierung, insbesondere Bieberstein, trug die Restauration entschieden mit. Ausschlaggebend war nicht zuletzt ein Attentat auf Regierungspräsident Carl Friedrich Emil von Ibell am 1. Juni 1819. Es schürte bei Herzog und Regierung die Angst vor einem möglichen Umsturz, auf die sie mit einer entschiedenen Unterdrückung demokratischer Bestrebungen reagieren wollten.

### Die Landstände
Gemäß der Verfassung von 1814 bestand das Parlament aus zwei Kammern: einer Landesdeputiertenversammlung und einer Herrenbank. Die elfköpfige Herrenbank wurde aus den Prinzen des Hauses Nassau und Vertreten des Adels gebildet. Die 22 Mitglieder der zweiten Kammer (Landesdeputiertenversammlung) wurden größtenteils nach dem Zensuswahlrecht gewählt, mussten aber Grundeigentümer sein, abgesehen von drei Vertretern der Geistlichkeit und einem der Lehrerschaft.
Trotz Protesten und Eingebungen aus der Bürgerschaft setzte der Herzog erst für Anfang 1818, vier Jahre nach der Verkündung der Verfassung, die ersten Wahlen an. Durch diesen späten Termin sollte eine Mitwirkung des Parlaments an der grundlegenden Einrichtung des Herzogtums verhindert werden. Wahlberechtigt waren 39 Adlige und 1448 bürgerliche Großgrundbesitzer sowie 128 wohlhabende Stadtbewohner. Gemessen an der Einwohnerschaft des Herzogtums lag der Anteil der Wahlberechtigten im Vergleich zu anderen deutschen Territorien niedrig.
Am 3. März 1818 traten die Landstände erstmals zusammen.

### Der Nassauische Domänenstreit

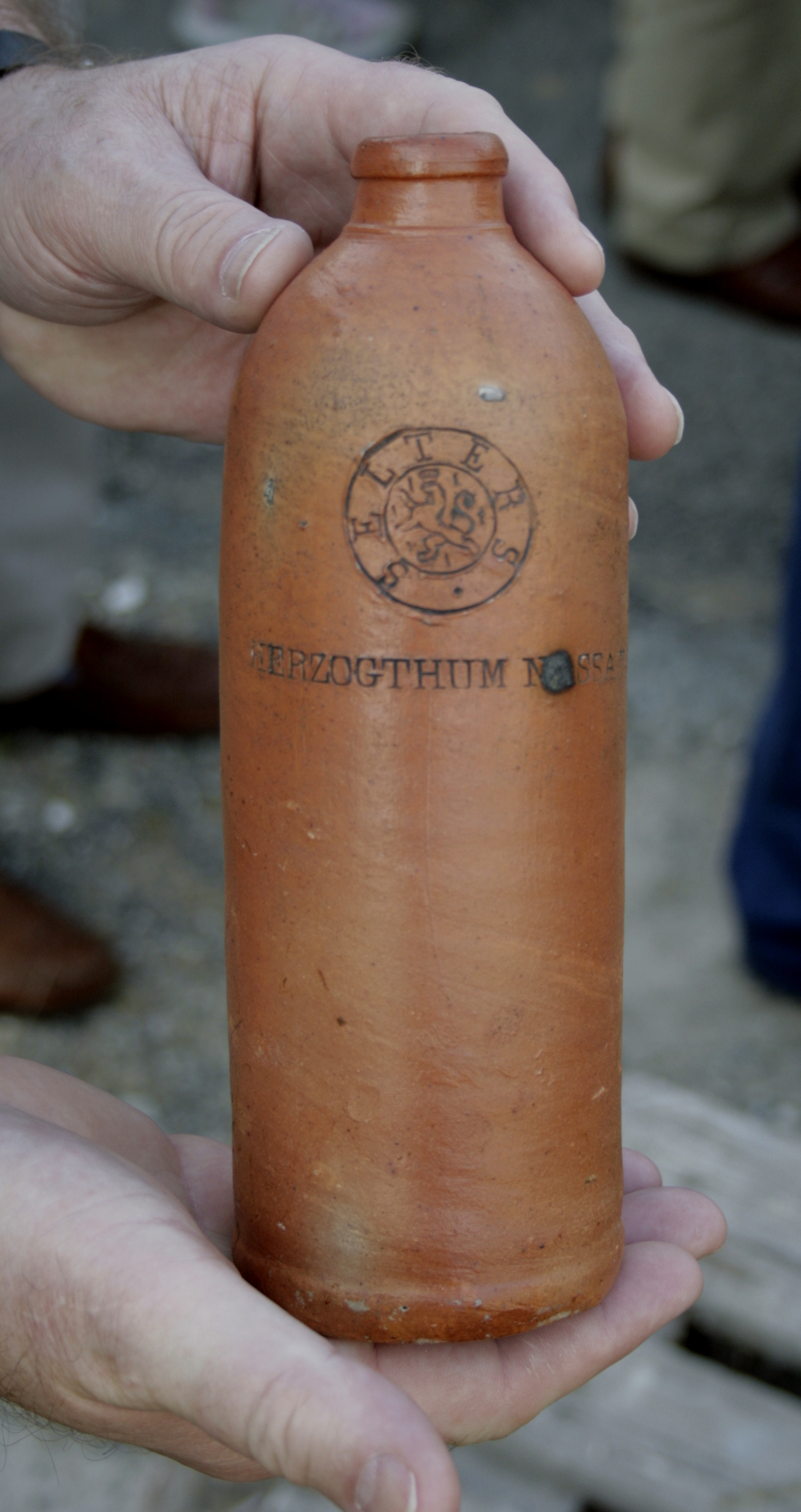
Eine Flasche der Mineralquelle in Niederselters, eines wichtigen Betriebs der nassauischen Domäne

Bei der Gründung des Herzogtums verankerte Bieberstein eine strikte fiskalische Trennung zwischen der Generaldomänenkasse und der Landessteuerkasse. Die Domänen, darunter Gutshöfe und allgemein Grundbesitz, Mineralquellen und -bäder sowie noch bestehende Zehnte und Grundzinsen, wurden als herzogliches Hausgut verstanden, das weder zur Finanzierung von Staatsausgaben herangezogen werden durfte, noch einer Mitbestimmung durch die Landstände unterlag. Bereits in den Gründungsjahren gab es deutliche Kritik an dieser Regelung. Neben dem Freiherrn von Stein bemängelte besonders Regierungspräsident Ibell dies immer wieder in Briefen an Bieberstein und Eingaben an den Herzog. Seine hartnäckige Haltung war einer der Gründe für Ibells Amtsenthebung 1821. Auch in der Presse des deutschen Auslands sowie in Petitionen der Einwohnerschaft wurde die Handhabung der Domänen kritisiert. Insbesondere in den vormals nicht nassauischen Landesteilen wurden die Petitionen als Ausdruck der allgemeinen Kritik an der nassauischen Verwaltung genutzt.
In den folgenden Jahren gab es immer wieder Auseinandersetzungen zwischen und innerhalb der Landstände sowie mit der Regierung über die Trennung zwischen herzoglichem und staatlichem Vermögen. Der Konflikt brach jedoch erst offen aus, als es im Verlauf der Julirevolution von 1830 in den Nachbarländern zu Unruhen gekommen war. Darauf ließ die Regierung 1831 die Eingabe von Petitionen an den Herzog verbieten und im Rheingau ein Manöver mit österreichischen Truppen aus der Bundesfestung Mainz abhalten. Die darauf folgende Sitzungsperiode der bislang wenig aktiven Landstände war von ungewöhnlich vielen Reforminitiativen geprägt, von denen allerdings wenige umgesetzt wurden. Auch die Domänenfrage rückte damit wieder in den Brennpunkt. Am 24. März legten die Deputierten der zweiten Kammer eine Erklärung vor, nach der die Domänen Eigentum der Allgemeinheit seien. Die Regierung setzte darauf eine öffentliche Versammlung zu diesem Thema an, auf der sie eine gegenläufige Stellungnahme verkündete. Um möglicherweise folgende Aufstände niederzuschlagen, hatte sie vom benachbarten Großherzogtum Hessen mehrere hundert Soldaten zur Verfügung gestellt bekommen. In Nassau blieb es jedoch ruhig. Publizistisch wurde innerhalb des Landes und in den benachbarten Fürstentümern eine Auseinandersetzung mit Zeitungsartikeln und Flugschriften beider beteiligter Seiten geführt.
Auf der Seite der Deputierten wurde Kammerpräsident Georg Herber die Hauptfigur des Konflikts, insbesondere mit einer am 21. Oktober 1831 in der ausländischen „Hanauer Zeitung“ veröffentlichten Streitschrift. Ende 1831 begannen Ermittlungen des nassauischen Hof- und Appellationsgerichts gegen Herber. Am 3. Dezember 1832 wurde er schließlich wegen „Schmähung des Regenten“ und „Injurien“ gegen Bieberstein zu drei Jahren Festungshaft verurteilt. Noch in der Nacht vom 4. auf den 5. Dezember wurde der Kammerpräsident in seinem Bett verhaftet. Am 7. Januar 1833 wurde er wieder auf Kaution entlassen. Herbers Rechtsanwalt August Hergenhahn, später revolutionärer Ministerpräsident Nassaus, versuchte eine Strafmilderung zu erreichen, was jedoch abgelehnt wurde. Zur Vollstreckung der dreijährigen Festungshaft kam es nur deshalb nicht, weil der schwer kranke Herber am 11. März 1833 starb.
Bereits im Verlauf des Jahres 1831 hatte die herzogliche Regierung eine Vergrößerung der Herrenbank der Landstände vorbereitet und per Edikt vom 29. Oktober 1831 angeordnet. Die Bürgerlichen waren damit zur Minderheit gemacht worden und blieben im November 1831 erfolglos mit ihrem Versuch, die Steuererhebung zu verweigern. Ebenso stimmte die Herrenbank eine von den Bürgerlichen angestrebte Klage gegen Bieberstein nieder, mit der die Vergrößerung der Herrenbank geahndet werden sollte. In den folgenden Monaten kam es immer wieder zu Versammlungen, Kundgebungen, Zeitungsveröffentlichungen (vor allem im Ausland) und Flugblättern der verschiedenen Parteien des Konflikts. Auf Regierungsseite wurden Beamte, die ihre Sympathien für das bürgerliche Lager bekundet hatten, gemaßregelt oder entlassen und liberale Zeitschriften aus dem Ausland verboten.
Im März 1832 wurde die zweite Kammer neu gewählt. Die bürgerlichen Deputierten verlangten jedoch, dass die Herrenbank in ihren vorherigen Zustand zurückversetzt werde. Als die Regierung dies verweigerte, brachen die Gewählten die Sitzung ab und zogen am 17. April aus der Versammlung aus. Die drei Geistlichen, der Lehrer und ein verbliebener Deputierter erklärten die übrigen ihrer Rechte für verlustig und genehmigten die herzoglichen Steuern.

### Herrscherwechsel 1839

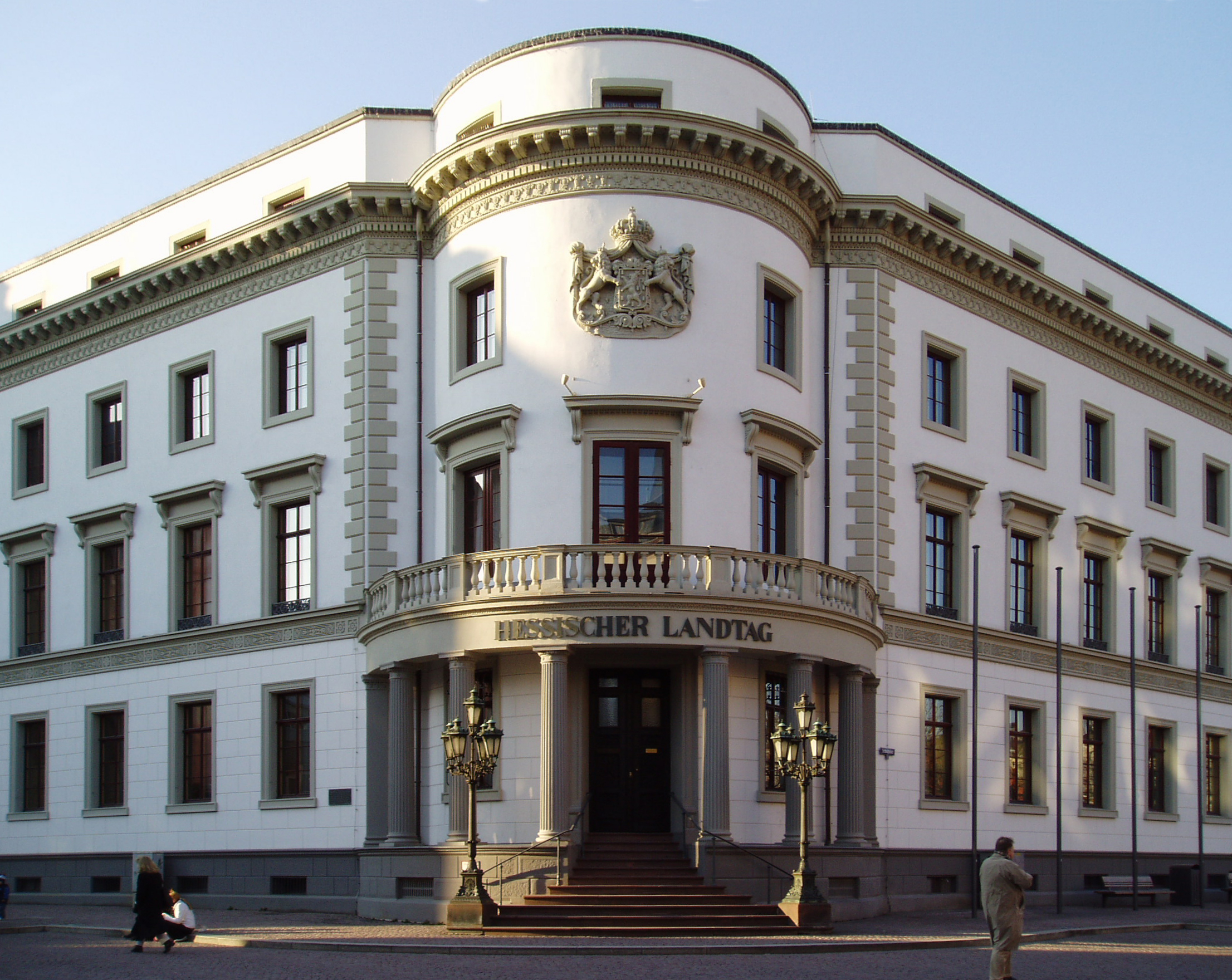
Das 1841 fertiggestellte Stadtschloss Wiesbaden löste Biebrich als Residenz der nassauischen Herzöge ab.

Wappen des Herzogtums (1846)

Nach dem Domänenstreit trat im Herzogtum weitgehend politische Ruhe ein. Nach dem Tod Marschall von Biebersteins trat Nassau 1835 dem Deutschen Zollverein bei, wogegen der Minister sich energisch gewehrt hatte. 1839 starb auch Herzog Wilhelm, worauf dessen 22-jähriger Sohn Adolph die Herrschaft übernahm. Adolph verlegte seine Residenz 1841 in das Wiesbadener Stadtschloss und heiratete im Januar 1845 die russische Großfürstin Elisabeth Michailowna, die ein Jahr später im Kindbett starb, der zu Ehren er auch im selben Jahr die Russisch-Orthodoxe Kirche am Neroberg errichten ließ. 1842 war Adolph einer der Initiatoren des Mainzer Adelsvereins, der die Kolonisation in Texas fördern wollte, aber scheiterte.
1844 begann in Nassau eine Welle von Vereinsgründungen, insbesondere Gewerbe- und Turnvereine. Sie blieben zunächst unpolitisch, sollten aber in der folgenden Revolution eine Rolle spielen. Wiesbaden wurde zudem eines der Zentren des Deutschkatholizismus. Zaghafte Reformen wagte die Regierung 1845 mit einem etwas freiheitlicheren Gemeindegesetz und 1846 mit einem Gesetz über Schwurgerichte. Die Landstände forderten 1847 Pressefreiheit und ein Wildschadensgesetz, wodurch sie die Beschwerden der Landbevölkerung über die Folgen der herrschaftlichen Jagdhoheit aufgriffen.

### Die Revolution von 1848

#### März bis Mai 1848
Nach der Februarrevolution 1848 wurde Nassau wie das übrige Europa von einer revolutionären Welle erfasst. Am 1. März versammelte sich ein liberaler Zirkel um den Juristen und Deputierten August Hergenhahn im Wiesbadener Hotel „Vier Jahreszeiten“, um einen gemäßigten nationalliberalen Forderungskatalog an die herzogliche Regierung aufzustellen. Er umfasste bürgerliche Freiheitsrechte, eine deutsche Nationalversammlung und ein neues Wahlrecht. Am folgenden Tag wurden die „Neun Forderungen der Nassauer“ an Staatsminister Emil August von Dungern übergeben, der sofort Volksbewaffnung, Pressefreiheit und die Einberufung der Zweiten Kammer zu Beratungen über eine Wahlrechtsreform genehmigte. Die übrigen Entscheidungen sollten dem Herzog vorbehalten bleiben, der zu diesem Zeitpunkt in Berlin war. Das nahezu europaweite revolutionäre Klima traf in der nassauischen Landbevölkerung auf verbreitete Unzufriedenheit mit dem politischen System und den eigenen Lebensbedingungen. Diese Stimmung beruhte auf mehreren vorangegangenen Missernten und dem daraus folgenden Pauperismus sowie darauf, dass in Nassau im Vergleich zu anderen Ländern besonders viele hoheitliche Wald- und Jagdprivilegien fortbestanden, die Zehntablösung in Nassau besonders schleppend verlief und die Mitbestimmung der Einwohnerschaft in der lokalen Bevölkerung besondere gering gewesen war.
Nach einem Aufruf Hergenhahns versammelten sich am 4. März rund 40.000 Menschen in Wiesbaden. Dabei wurde ein Konflikt deutlich, der auch die folgende Entwicklung bestimmen sollte: Während der Kreis um Hergenhahn sich eine Bestätigung ihrer Forderungen per Akklamation erhofften, ging es der zum Teil mit Sensen, Dreschflegeln und Äxten bewaffneten Landbevölkerung vor allem um die Abschaffung alter feudaler Lasten und eine Lockerung der Forst- und Jagdgesetze. Als die Menge unruhig durch die Stadt zog, verkündete der Herzog vom Balkon seiner Residenz, dass er sämtliche Forderungen erfülle. Darauf zerstreute sich die Menge wieder friedlich.
Mit Verkündung der Pressefreiheit erschienen innerhalb von Wochen 13 politische Zeitungen, davon fünf alleine in Wiesbaden. Zahlreiche Amtsblätter in den ländlichen Regionen begannen zudem, auch politische Texte zu drucken.
Ab der zweiten Märzwoche rückte die Wahlrechtsreform in den Mittelpunkt des politischen Geschehens. Wichtigste Forderung der Liberalen war, dass das passive Wahlrecht nicht an eine Vermögensuntergrenze gebunden sein sollte. Am 6. März trat die zweite Kammer zu Beratungen über dieses Thema zusammen. Als auch die Herrenbank das Wahlrecht behandeln wollte, kam es zu Protesten in der Wiesbadener Bevölkerung. Ohnehin versammelten sich in dieser Zeit in Wiesbaden abends bis zu 500 Einwohner, um öffentlich über die Wahlrechtsfrage zu debattieren. Kleinere Zusammenkünfte ereigneten sich auch in anderen nassauischen Städten. Zur Monatsmitte verebbten diese öffentlichen Diskussionen jedoch. Inhaltlich einigte sich die zweite Kammer darauf, dass die zukünftige Volksvertretung lediglich eine Kammer mit 40 bis 60 Abgeordneten umfassen sollte und dass sowohl für das aktive als auch das passive Wahlrecht der Zensus abgeschafft werden sollte. Umstritten war vor allem, ob die Abgeordneten direkt oder durch Wahlmänner bestimmt werden sollten. Am 20. März lag ein Gesetzesentwurf vor, über den die zweite Kammer am 28. März abschließend befand. Dabei legte sich die Versammlung mit 18 zu drei Stimmen auf Wahlmänner fest. Am 5. April erhielt das Wahlgesetz Rechtsgültigkeit. Es sah vor, dass jeweils hundert Einwohner einen Wahlmann bestimmen sollten, die wiederum in 14 Wahlkreisen die Abgeordneten wählen sollten. Das aktive Wahlrecht erhielten auch zuvor ausgeschlossene Gruppen, wie Adlige, Beamte, Pensionäre und Juden. Wer Armenunterstützung empfing oder Konkurs angemeldet hatte, durfte nicht wählen. Abgeordnete durften alle Einwohner werden, mit Ausnahme hoher Verwaltungs-, Militär- und Hofbeamter.
Unterdessen war am 31. März das Vorparlament in der Frankfurter Paulskirche zusammengetreten. Dieses inoffizielle Gremium sprach über den weiteren Verlauf der Revolution. 15 seiner Teilnehmer kamen aus der zweiten Kammer des Nassauischen Parlaments, zwei von der Herrenbank. Dazu waren neun weitere Bürger des Herzogtums in das Vorparlament eingeladen worden.
Derweil entwickelten sich in den ländlichen Regionen zum Teil chaotische Verhältnisse. Zahlreiche Beamte hatten mit Beginn der Revolution ihre Funktionen aufgegeben, so dass kaum noch ein geordnetes Verwaltungssystem bestand. Dazu beigetragen hatte auch die herzogliche Regierung mit hektischen Aktivitäten wie Amnestien, die insbesondere Jagd-, Feld- und Forstfrevel betrafen, dem Zugeständnis freier Schultheißwahlen, dem Abschaffen der letzten Fronlasten und dem Entfernen unbeliebter Verwaltungsbeamter, wodurch die Bevölkerung ruhig gehalten werden sollte. Darauf stellten vor allem die Bauern das Zahlen von Steuern vollständig ein und vertrieben Förster. Als Agitatoren traten häufig jüngere Beamte und Lehrer auf, die radikaldemokratische Ansichten vertraten. In den Städten reagierte die Bevölkerung auf die um sich greifende Gesetzlosigkeit oft mit dem Aufstellen von Bürgerwehren. In Wiesbaden entstand ein zentrales Sicherheitskomitee für ganz Nassau, das unter der Leitung von August Hergenhahn stand und eine gewisse Autorität im gesamten Herzogtum genoss. Hergenhahn entwickelte sich damit zur endgültigen gemäßigt liberalen Führungsfigur der Revolution in Nassau und gewann zudem das Vertrauen von Herzog Adolph. Nachdem Emil August von Dungern als Staatsminister zurückgetreten war, übertrug der Herzog am 16. April die Regierungsgeschäfte auf Hergenhahn.
Als die Wahlen zum nassauischen Parlament näher rückten, begannen sich politische Vereine und schließlich auch Parteien zu gründen. Nach den Liberalen formierten sich auf Betreiben des Limburger Bischofs Peter Josef Blum ab Ende März vor allem in den ländlichen Gebieten katholische Vereine. Sie verfügten über das klarste Programm unter den Parteien, da sie sich auf die 21 Forderungen stützten, die der Bischof am 9. März verkündet hatte. Zudem dienten Hirtenbriefe und Gottesdienste als Plattformen für kirchliche Wahlwerbung (siehe Geschichte des Bistums Limburg). Am 4. April trat in Wiesbaden mit einem radikalliberalen Flugblatt das „Komitee der Republikanischen Gesellschaft“ als erste Partei in Erscheinung, die sich nicht zuletzt gegen die katholische Wahlagitation zur Wehr setzte. Einen Tag später meldete sich mit einer Sondernummer der „Nassauischen Allgemeinen“ eine demokratisch-monarchistische Gegenpartei zu Wort, die sich am 7. April formell gründete. Um die Bildung eines Wiesbadener Komitees zur Wahlvorbereitung kam es am 5. April zu heftigen Turbulenzen. Die Radikalliberalen hatten am Morgen für 1 Uhr nachmittags zu einer Versammlung aufgerufen, bei der die Wahlmänner bestimmt werden sollten, und dazu bereits eine Kandidatenliste ausgearbeitet. Die Gemäßigten erreichten am Vormittag einen Aufschub um zwei Stunden und nutzten die Zeit für das Aufstellen einer eigenen Liste, die bei der Abstimmung mit großer Mehrheit angenommen wurde.
In den folgenden Wochen begann auch die herzogliche Verwaltung mit der Vorbereitung der Wahlen sowohl zum Landtag als auch zur Deutschen Nationalversammlung. Da eine solche Aufgabe erstmals gemeistert werden musste, kam es vielerorts zu äußerst umständlichen Verfahren, um die Wählerlisten aufzustellen. Zu Protesten der Bevölkerung und der Zeitungen kam es wegen der als ungerecht empfundenen Bedingungen für das aktive Wahlrecht. Besonders stieß die Tatsache auf Unverständnis, dass volljährige Söhne von Handwerkern und Bauern nicht wählen durften, solange sie im elterlichen Betrieb arbeiteten.
Am 18. April fanden schließlich die Urwahlen zur Bestimmung der Wahlmänner statt. Sie wurden in den einzelnen Städten und Gemeinden von den persönlich versammelten Wählern bestimmt. Die Gesamtzahl der Wahlberechtigten unter den insgesamt 420.000 Einwohnern des Herzogtums Nassau lässt sich nicht zweifelsfrei bestimmen. Schätzungen schwanken zwischen 84.000 und 100.000. Die Wahlbeteiligung bewegte sich zwischen geringen Prozentsätzen und nahezu vollständiger Anwesenheit der Stimmberechtigten in einigen kleineren Gemeinden. Tendenziell lag die Beteiligung allerdings in den Städten höher als auf dem Land.
Aus den Wahlversammlungen wurden zahlreiche Verfahrensfehler gemeldet. Weltanschauliche Programme spielten bei der Entscheidung für die Wahlmänner eine untergeordnete Rolle. Häufig bestimmten Versprechen einer niedrigeren Besteuerung die Debatte während der Wahlversammlungen. In den meisten Fällen setzten sich Honoratioren wie Bürgermeister, Lehrer, Förster oder, insbesondere im katholischen Westerwald, Geistliche durch. Das katholische Lager hatte seine Anhänger mit vorgedruckten Stimmzetteln ausgestattet, auf denen die katholischen Kandidaten vermerkt waren. Dieses Verfahren war im Wahlgesetz ausdrücklich gestattet, stieß aber auf die entschiedene Kritik der Liberalen.
Die rund 4000 Wahlmänner bestimmten am 25. April zunächst die sechs nassauischen Abgeordneten für die Nationalversammlung. Die Suche nach geeigneten und willigen Kandidaten erwies sich als schwierig. Nur mit Mühe konnten das Wiesbadener Wahlkomitee als Vertretung der gemäßigt Liberalen, die katholische Kirche mit ihren Vereinen und die verschiedenen weltanschaulich ausgerichteten Zeitungen Bewerber für die sechs Wahlkreise finden. Die Liste des Wahlkomitees umfasst ausschließlich Staatsbedienstete.
Ohne größere Auseinandersetzungen errangen Prokurator Carl Schenck aus Dillenburg mit 76 Prozent der Stimmen den Wahlkreis 1 (Rennerod) im Norden des Herzogtums und Regierungsrat Friedrich Schepp den Wahlkreis 4 (Nastätten). Schepp erreichte mit 90 Prozent der Stimmen das beste Ergebnis unter den nassauischen Abgeordneten. Im Wahlkreis 2 (Nordwesten, Montabaur) erfolgte zwar ein erheblich heftigerer Wahlkampf, dennoch setzte sich Max von Gagern mit 82 Prozent der Stimmen durch. Gagern trat als Kandidat des liberalen Komitees an, war aber zugleich entschiedener Katholik und bewährter Berater des Herzogs. Diese Stellung zwischen den Lagern bot zwar Angriffsflächen für katholische und liberale Kampagnen gegen ihn, doch diese verfingen letztlich nicht, zumal er auch die Unterstützung der Kirche erhielt. Umstritten war auch Friedrich Schulz, der Komitee-Kandidat für den zentral um Limburg gelegenen Wahlkreis 3. Der Weilburger Konrektor stand als Herausgeber des „Lahnboten“ in der politischen Debatte und vertrat eine reformistische Linie, die seiner Meinung nach aber in einer Republik münden solle. Wegen dieser weitgehenden, teilweise als „phantastisch“ kritisierten Pläne war Schulz auch innerhalb der liberalen Bewegung umstritten. Am Ende fuhr Schulz mit 85 Prozent das zweitbeste Ergebnis in den nassauischen Wahlkreisen ein. Die radikalsten Ansichten der sechs Abgeordneten vertrat Regierungsrat Karl Philipp Hehner, der den Wahlkreis 5 (Hintertaunus, Königstein) eroberte. Der ehemalige Burschenschafter war wegen seiner Gesinnung 1831 vorübergehend aus dem Staatsdienst entlassen, war aber im März 1848 zu einem der höchsten Verwaltungsbeamten aufgestiegen. Hehner sah eine konstitutionelle Monarchie nur als Übergangslösung an und strebte auf mittlere Sicht eine Republik an. Wohl aufgrund dieser radikalen Meinung erreichte er nur 61 Prozent der Stimmen seines Wahlkreises. Im Wahlkreis 5, in dem Wiesbaden lag, trat mit August Hergenhahn die Führungsfigur der Revolution in Nassau an, der 80 Prozent der Stimmen erreichte.

#### Mai bis Anfang 1849
Die nassauischen Abgeordneten in der Nationalversammlung schlossen sich im Verlauf des Jahres 1848 bis auf Schenk den verschiedenen sich formierenden Fraktionen an: Gagern, Hergenhahn und Schepp dem gemäßigt konservativen Casino, Schulz und Hehner der gemäßigt linken Westendhall. Im Zerfallsprozess der Nationalversammlung legte Max von Gagern am 21. Mai 1849 zusammen mit 65 weiteren monarchistischen Abgeordneten sein Mandat nieder, kurz darauf Hergenhahn, Schepp und Schenk. Hehner und Schulz blieben bis zur gewaltsamen Auflösung des Rumpfparlaments im Juni 1849 in Stuttgart dessen Mitglieder.
Im Wahlkampf zur Landtagswahl am 1. Mai, die ebenfalls von den 4000 Wahlmännern vollzogen wurde, spielten lokale Interessen eine erheblich größere Rolle als im vorausgegangenen Wahlgang. Die Parteien und Vereine traten dabei ebenfalls kaum in Erscheinung. Wiederum wurden vor allem Verwaltungsbeamte und Bürgermeister, vereinzelt auch Kaufleute, Industrielle und Landwirte gewählt. Auffällig wenige entschieden katholische Abgeordnete und kein einziger katholischer Geistlicher waren vertreten. Am 22. Mai 1848 trat erstmals das neue nassauische Parlament zusammen. Über den Sommer begannen sich auch in dieser Versammlung Gruppierungen entsprechend dem Links-Rechts-Schema zu bilden (siehe hierzu: Liste der Abgeordneten der Landstände des Herzogtums Nassau (1848–1851)).
Die Unruhen im Herzogtum waren auch nach den Wahlen kaum abgeflaut. Im Juli 1848 erreichten sie einen neuen Höhepunkt, nachdem es zu Auseinandersetzungen um das Vetorecht des Herzogs gegen Entscheidungen des Parlaments gekommen war. Während die Linken im Landtag dieses Recht nicht anerkannten, widersprachen parlamentarische Rechte und Regierung entschieden. Bald weitete sich dieser Streit zu Unruhen in der Bevölkerung aus. Hergenhahn forderte schließlich preußische und österreichische Truppen aus Mainz an, die den Aufstand in Wiesbaden niederschlugen. Im September besetzten nach Straßenschlachten in Frankfurt Bundestruppen einen Teil des Taunus.
Parallel zu den Abgeordneten begann sich auch die politische Vereins- und Presselandschaft stärker weltanschaulich zu formieren und aktiver zu werden. Zahlreiche Petitionen und Kundgebungen fanden in der zweiten Jahreshälfte statt. Die „Freie Zeitung“ wurde im Verlauf des Sommers zum Sprachrohr des linken Lagers der Nationalversammlung und übte zunehmend Kritik sowohl an der preußischen als auch an der nassauischen Regierung. Die „Nassauische Allgemeine“ gab kurz darauf ihren neutralen Kurs auf und reihte sich in die Befürworter einer konstitutionellen Monarchie ein, ebenso der Weilburger „Lahnbote“. Noch 1848 machte sich allerdings ein Abflauen der revolutionären Dynamik bemerkbar. Bis auf die „Freie Zeitung“ und die „Allgemeine“ stellten alle Blätter in der zweiten Jahreshälfte ihr Erscheinen ein, weil der Absatz rapide zurückging und zudem die herzogliche Regierung mit Repressionen begann. Die „Nassauische Allgemeine“ begab sich angesichts dieser Entwicklung zunehmend in die finanzielle und inhaltliche Abhängigkeit von der Regierung. Ab Ende 1849 gab es wieder eine flächendeckende Pressezensur.
Die zahlreichen politischen Vereine, die sich bis Herbst 1848 formierten, vertraten mehrheitlich demokratische Positionen, darunter neben den ausschließlich politischen auch mehrere Turn- und Arbeiterbildungsvereine. Die erste Gründung eines ausdrücklich demokratisch ausgerichteten politischen Vereins war die des Bürgervereins an der unteren Weil, der Mitte Juli an der Elendsmühle bei Winden auf Betreiben von Friedrich Snell entstand. Als Ausrichter von Versammlungen mit bis zu 2000 Teilnehmern wurde der Bürgerverein an der unteren Weil schnell zur einflussreichsten politischen Gruppe. In der Folge der Septemberunruhen in Frankfurt wurden die Versammlungen des Vereins aber verboten, was wohl um den Jahreswechsel 1848/49 zu dessen Auflösung führte. Träger der politischen Vereinsgründungen insbesondere auf dem Land waren häufig vergleichsweise wohlhabende Grundbesitzer und Gewerbetreibende. Ein Schwerpunkt lag zunächst in der Taunus- und Mainregion, während der Westerwald weitgehend frei von demokratischen Organisationen blieb. Dort dominierten religiöse Vereine, insbesondere katholische.
Am 12. November schlossen sich die demokratischen Vereine in der „Kirberger Vereinigung“ zusammen und gaben sich so einen gemeinsamen Dachverband. Mit der beginnenden Reaktion kam es zu zahlreichen Neugründungen, so dass die Kirberger Vereinigung zum Jahresende rund 50 Mitgliedsvereine mit teilweise noch mehreren Untervereinigungen hatte. In den folgenden Monaten brach die demokratische Vereinsbewegung aber rasch wieder zusammen. Ab der Jahresmitte 1849 waren demokratische Vereine kaum noch aktiv, zumal es in ihr im Rahmen der Reichsverfassungskampagne zu heftigen Auseinandersetzungen zwischen radikalen Republikanern und gemäßigten Demokraten gekommen war. Örtliche Ansätze zu einer Volksbewaffnung im April und Mai 1849 blieben ohne Umsetzung. Einige wenige Vereine vertraten auch konstitutionell-monarchistische Ziele. Sie gaben am 19. November 1848 eine übergeordnete Struktur: Die nassauischen und die hessischen konstitutionellen Vereine benannten sich zu diesem Datum in „Deutsche Vereine“ um und gründeten einen gemeinsamen Dachverband mit Sitz in Wiesbaden.

#### Bis zur Einsetzung der Reaktion
Nach der erfolgten Bekämpfung der Nationalversammlung kam es in der beginnenden Reaktionsära zu Auseinandersetzungen zwischen Preußen, Österreich und den kleineren deutschen Staaten. Das Herzogtum Nassau gehörte zu den wenigen kleineren Fürstentümern, die die preußische Seite unterstützten und die Pläne zur Einberufung des Unionsparlaments in Erfurt mittrugen. Dazu hatte noch Ministerpräsident Hergenhahn selbst dem Herzog geraten und daraufhin am 7. Juni 1849 seine Entlassung erbeten, da er als Paulskirchen-Abgeordneter in dieser Position den Kurswechsel erschwert hätte. Am 3. Dezember 1849 erließ die herzogliche Regierung ein entsprechendes Wahlgesetz mit vier nassauischen Wahlkreisen nach dem Dreiklassenwahlrecht.
Obwohl die politischen Bewegungen ihre Hochphase hinter sich hatten, kam es dennoch zu einem Wahlkampf für den anstehenden Urnengang. Konstitutionelle sowie Regierung und „Nassauische Allgemeine“ versuchten eine möglichst hohe Wahlbeteiligung und damit Legitimität für die preußischen Einigungspläne für Deutschland unter monarchistischen Vorzeichen zu erlangen. Das entsprechende Gothaer Programm kam maßgeblich auf Betreiben von Max von Gagern zustande. Auch August Hergenhahn nahm an der zugehörigen Versammlung im Juni 1849 teil. Am 16. Dezember organisierten die Konstitutionellen eine erste große Wahlversammlung in Wiesbaden, bei der sie einen Wahlvorschlag aufstellten. Die Demokraten versuchten dagegen, die Wahlbeteiligung möglichst gering zu halten und bestanden auf der Umsetzung der Frankfurter Reichsverfassung. Im Juni 1849 organisierten sie in ganz Nassau Volksversammlungen mit diesem Ziel. Die größte Versammlung mit rund 500 Teilnehmern formulierte am 10. Juni in Idstein zehn Forderungen, die unter anderem den Rückzug der nassauischen Truppen aus Baden, Schleswig-Holstein und der Pfalz vorsahen, die dort als Bundestruppen revolutionäre Bewegungen bekämpften. Darüber hinaus sollte die Nationalversammlung wieder vervollständigt und in ihre Befugnisse eingesetzt werden. Der politische Vereinskatholizismus war zu diesem Zeitpunkt bereits zusammengebrochen. Auch die Kirche selbst machte keine Anstalten, Einfluss auf die Wahl zu nehmen.
Die Vorbereitungen für die Wahl zum Erfurter Parlament begannen im Dezember 1849. Am 20. Januar 1850 fand in Nassau die Urwahl der Wahlmänner statt. Wegen des höheren Wahlalters dürfte die Zahl der Wahlberechtigten etwas niedriger als 1848 gelegen haben. Die Wahlbeteiligung schwankte zwischen einem und 20 Prozent. Lediglich zwei Wahlbezirke mit Beteiligungen von über 60 Prozent sind nachgewiesen. An einigen Orten beteiligten sich lediglich die Beamten am Urnengang. In mindestens 27 der 132 Urwahlbezirke konnte die Wahl mangels Beteiligung überhaupt nicht stattfinden und wurde am 27. Januar nachgeholt. Zu Wahlmännern wurden fast ausschließlich Beamte bestimmt. In den folgenden Tagen stellten die Konstitutionellen Vorschläge für die zu wählenden Abgeordneten auf. Die Wahlmänner bestimmten am 31. Januar Carl Wirth, den Amtsverwalter aus Selters, Max von Gagern, August Hergenhahn und Fürst Hermann zu Wied als Abgeordnete. Obwohl selbst Standesherr, galt Fürst zu Wied dennoch als liberalster unter den vier Abgeordneten.
Der nassauische Landtag wurde am 2. April 1851 nach fortwährenden Auseinandersetzungen zwischen Rechten und Linken um die Haushaltsbewilligung auf Anweisung des Herzogs aufgelöst. Er war damit einer der am längsten noch bestehenden Landtage, die sich in der Deutschen Revolution formiert hatten.

### Die Reaktionszeit in Nassau
Innenpolitisch begann Herzog Adolph nach einer kurzen Phase der Ruhe das Programm der Reaktionszeit umzusetzen. Nachdem es immer wieder zu Auseinandersetzungen zwischen dem Herzog und dem nur gemäßigt konservativen Ministerpräsidenten Friedrich von Wintzingerode gekommen war, trat Letzterer Ende 1851 zurück. Nachfolger wurde am 7. Februar 1852 Prinz August Ludwig von Sayn-Wittgenstein-Berleburg. Mit seiner Hilfe schränkte der Herzog in den folgenden Jahren die verbliebenen Freiheiten auf dem Verwaltungsweg ein und begann, Liberale aus dem Beamtenapparat zu entfernen. So wurden bis Mitte 1852 auch nach und nach sämtliche politischen Vereine verboten.
Bereits 1849 hatte die Regierung dem Parlament den Entwurf für ein neues Wahlrecht vorgelegt, das unter anderem ein Zweikammersystem vorsah, in dem die erste Kammer von den wohlhabendsten Bürgern gewählt werden sollte. Dieser Entwurf löste den Widerstand der Liberalen aus, während die Konstitutionellen ihn befürworteten. Nachdem sich in der Wahlrechtsfrage monatelang nichts tat, legte die Regierung im September 1850 einen Entwurf für ein Parlament mit nur einer 24-köpfigen Kammer und Dreiklassenwahlrecht nach dem Vorbild der Wahl zum Unionsparlament vor. Zu einer Parlamentsberatung über das neue Wahlrecht kam es nicht mehr, da der Herzog das Parlament am 2. April 1851 auflöste.
Am 25. November setzte Adolph das neue Wahlrecht schließlich per Verordnung in Kraft, das ein Zweikammersystem ähnlich dem vor 1848 vorsah. Von Seiten politischer Gruppen und der wenigen noch bestehenden Vereine gab es kaum Versuche eines Wahlkampfs. Am 14. und 16. Februar 1852 wählten zunächst die höchstbesteuerten Grundbesitzer und Gewerbetreibenden, zusammen weniger als hundert Personen im gesamten Herzogtum, ihre sechs Abgeordneten der ersten Kammer. Die Wahlmänner wurden am 9. Februar gewählt. Sie wiederum bestimmten am 18. Februar die Abgeordneten der zweiten Kammer. Für die Wahl von 1852 lässt sich die Zahl der Wahlberechtigten erstmals genau auf 70.490 bestimmen, was knapp 17 % der Bevölkerung entsprach. Die Wahlbeteiligung lag bei drei bis vier Prozent. In einigen Gemeinden fand sie mangels Interesse überhaupt nicht statt. Im Gegensatz zu den vorherigen Parlamenten stellten Landwirte die größte Gruppe unter den Abgeordneten der zweiten Kammer.
Nach einem großen Wahlerfolg der Liberalen bei der Landtagswahl Ende 1863 reagierte der Herzog mit der Ernennung des strikt konservativen Joseph Werren zum Regierungskommissär im Landtag und mit massivem Vorgehen gegen liberale Kräfte. Dies umfasste Disziplinarstrafen gegen entsprechend gesinnte Beamte sowie Vereins-, Versammlungs- und Presseverbote. Im Dezember 1864 und im Mai 1865 folgten zwei Landtagswahlen kurz hintereinander, die letztlich zu einer liberalen Dominanz im Parlament führten.
Zu erbitterten innenpolitischen Auseinandersetzungen kam es noch einmal 1864, als die Regierung beabsichtigte, die Abtei Marienstatt im Westerwald zu verkaufen. Die Anlage war 1803 säkularisiert worden und danach in privaten Besitz übergegangen. 1841 stand die Anlage zum Verkauf und die Regierung entwarf Pläne, die Abteigebäude zu erwerben und in das erste staatliche Heim für alte und arme Einwohner auf nassauischem Boden umzuwandeln. Auf 34.000 Gulden schätzte der Landesbaumeister die Kosten für die Instandsetzung und den Umbau der ehemaligen Abtei. 1842 kaufte das Herzogtum das Anwesen für 19.500 Gulden. Kurz darauf stellte sich heraus, dass die Gebäude in einem zu schlechten Zustand für das Vorhaben waren. Bis in die 1860er Jahre verfiel Marienstatt weiter. In dieser Zeit begann sich das Bistum Limburg für den Erwerb zu interessieren. Es wollte dort ein Heim für verwahrloste Kinder einrichten. Die Regierung war ebenfalls am Verkauf interessiert, um die laufenden Kosten des ungenutzten Komplexes loszuwerden. Für 20.900 Gulden wechselte die ehemalige Abtei am 18. Mai 1864 den Besitzer. Die Liberalen forderte unter anderem, dass die Privilegien, die der katholischen Kirche zugestanden worden waren, auch für andere Glaubensgemeinschaften gelten sollten. Am 9. Juni 1864 beantragten die Liberalen in der Ständeversammlung, dass der Verkauf nicht vollzogen würde. Sie argumentierten damit, dass Gebäude sowie zugehöriger Grundbesitz weitaus wertvoller als der erzielte Versteigerungserlös seien und dass die Ständeversammlung bei Veräußerungen von Landeseigentum im größeren Umfang ein Mitspracherecht habe. Letzteres bestritten die Regierungsvertreter und betonten den sozialen Zweck der Einrichtung, der höher zu bewerten sei als eine eventuell mögliche gewerbliche Nutzung. Im weiteren Verlauf der Debatte, die sich über mehrere Sitzungen hinzog, kam es außerdem zu Wortgefechten zwischen pro- und antiklerikalen Abgeordneten. Letztere missbilligten grundsätzlich, dass der katholischen Kirche eine Aufsicht über Kinder zugestanden werden sollte. Letztlich wurde der Verkauf trotz der parlamentarischen Auseinandersetzung nicht rückgängig gemacht.

### Ende und Nachgeschichte
Im Deutschen Krieg 1866 stand das Herzogtum Nassau an der Seite Österreichs, wenngleich es innerhalb der Bevölkerung und insbesondere in liberalen und unternehmerischen Kreisen erheblichen Widerstand gegen eine Mobilmachung gegen Preußen gegeben hatte. Nachdem der Krieg in der Schlacht bei Königgrätz bereits verloren war, konnte auch der „Sieg“ Nassaus über Preußen am 12. Juli 1866 in der „Schlacht bei Zorn“, einem unerheblichen Scharmützel in der Nähe von Wiesbaden, seine folgende Annexion durch Preußen nicht verhindern.
Noch vor dem Abschluss des Prager Friedens vom 23. August 1866 und zwei Tage vor Unterzeichnung des Augustbündnisses verkündete der König am 16. August 1866 beiden Häusern des preußischen Landtages die Absicht, Hannover, Hessen-Kassel, Nassau und die Stadt Frankfurt am Main auf immer mit der preußischen Monarchie zu vereinigen. Beide Häuser wurden aufgefordert, hierzu ihre verfassungsmäßige Zustimmung zu erteilen. Der entsprechende Gesetzentwurf sah vor, dass die preußische Verfassung am 1. Oktober 1867 in den genannten Ländern in Kraft treten sollte. Das von beiden Häusern des preußischen Landtages angenommene Gesetz über die Erweiterung des preußischen Staatsgebietes erhielt unter dem 20. September 1866 die landesherrliche Vollziehung und wurde in der Gesetzsammlung veröffentlicht. Nächster Schritt war die Veröffentlichung der Besitzergreifungs-Patente, durch welche der König die Angehörigen der neuen Landesteile als neue Bürger des preußischen Staats begrüßte. Nach diesen feierlichen Vorgängen wurden nach und nach Anordnungen getroffen, um die Verwaltung der neuen Landesteile vorläufig zu regeln, bis diese vollständig in den preußischen Staatskörper eingetreten waren.
In der politisch aktiven Öffentlichkeit Nassaus wurde die Annexion eher mit Zustimmung aufgenommen. Die Nassauische Fortschrittspartei hatte als wichtigste Organisation der Liberalen im Land zwar in den vorhergehenden Jahren das Vorgehen Bismarcks gegen die liberale Opposition in Preußen kritisiert, war aber grundsätzlich kleindeutsch ausgerichtet und sie hatte dem Kriegseintritt gegen Preußen widersprochen. Dabei war die wirtschaftliche Abhängigkeit Nassaus von Preußen ein wichtiges Argument. In einer Petition vom 31. Juli 1866 forderten rund 50 liberale Politiker und Industrielle die „rückhalt- und bedingunglose Einverleibung“ Nassaus nach Preußen. Von Seiten der einfachen Bevölkerung gab es kaum Äußerungen zum Herrschaftswechsel. Unmut kam lediglich wegen der bald geltenden höheren preußischen Steuern und Abgaben sowie der Umstellung auf neue gesetzliche Regelungen auf, während auf der anderen Seite preußische Verwaltungsbeamte einzelne noch feudale Regelungen Nassaus beibehalten wollten, beispielsweise beim Jagdrecht.
Nassau ging 1868 mit den ebenfalls annektierten Staaten Freie Stadt Frankfurt und Kurfürstentum Hessen in der neugeschaffenen preußischen Provinz Hessen-Nassau auf. Provinzhauptstadt wurde die bisherige kurhessische Residenzstadt Kassel. Nassau und Frankfurt bildeten den Regierungsbezirk Wiesbaden.
Im Jahr 1945 gehörte der größere Teil des früheren Nassau zur amerikanischen Besatzungszone und ging im Land Hessen auf. Dort bestand dieser Landesteil bis 1968 als Regierungsbezirk Wiesbaden fort, dann wurde er dem Regierungsbezirk Darmstadt zugeordnet.
Der Rest kam zur französischen Besatzungszone und bildete in der Folge den Regierungsbezirk Montabaur in Rheinland-Pfalz. Im Jahr 1956 fand ein Volksbegehren zum Anschluss an Hessen statt, das jedoch abgelehnt wurde.

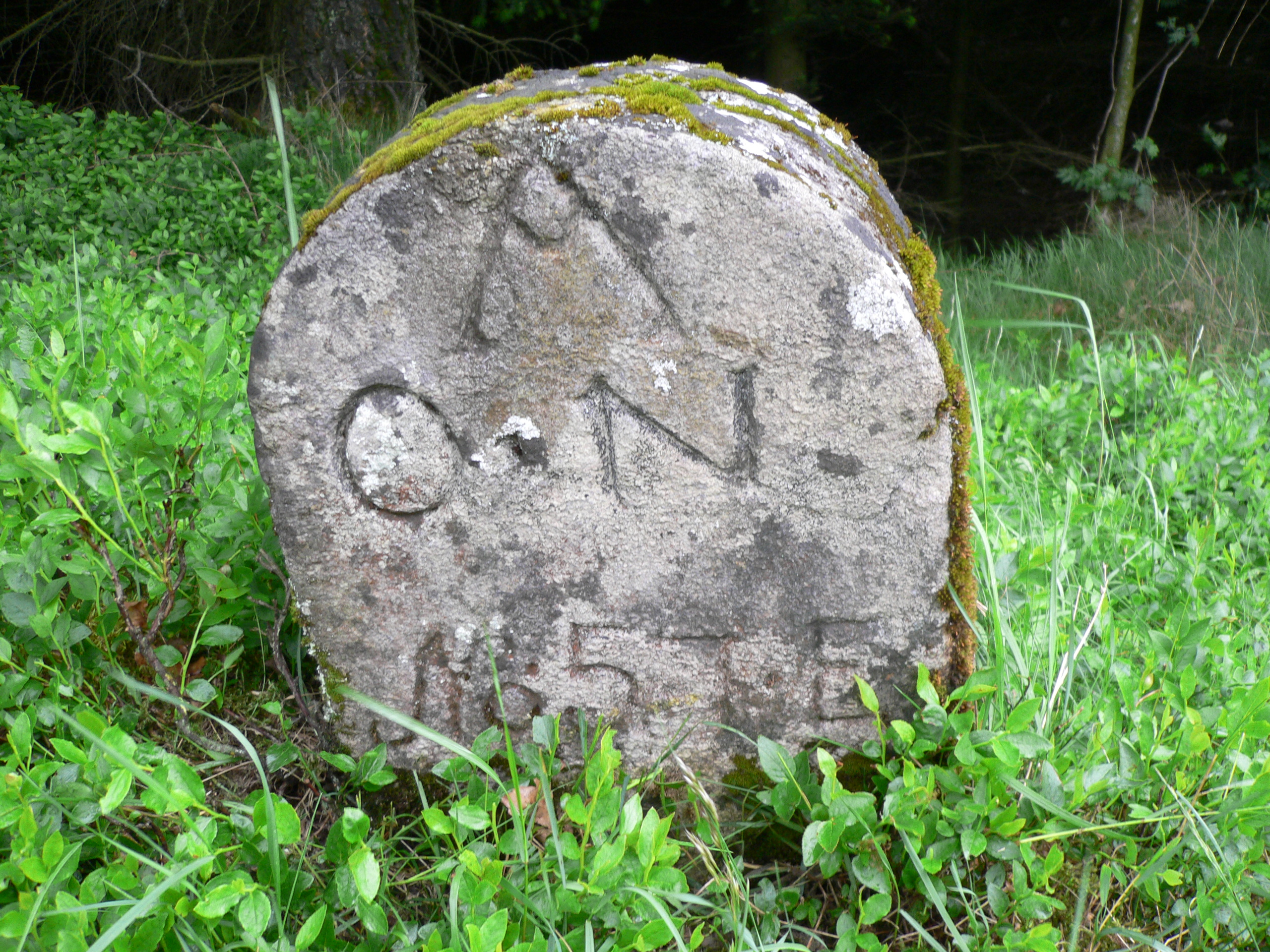
Grenzstein Westseite ON Oranien-Nassau
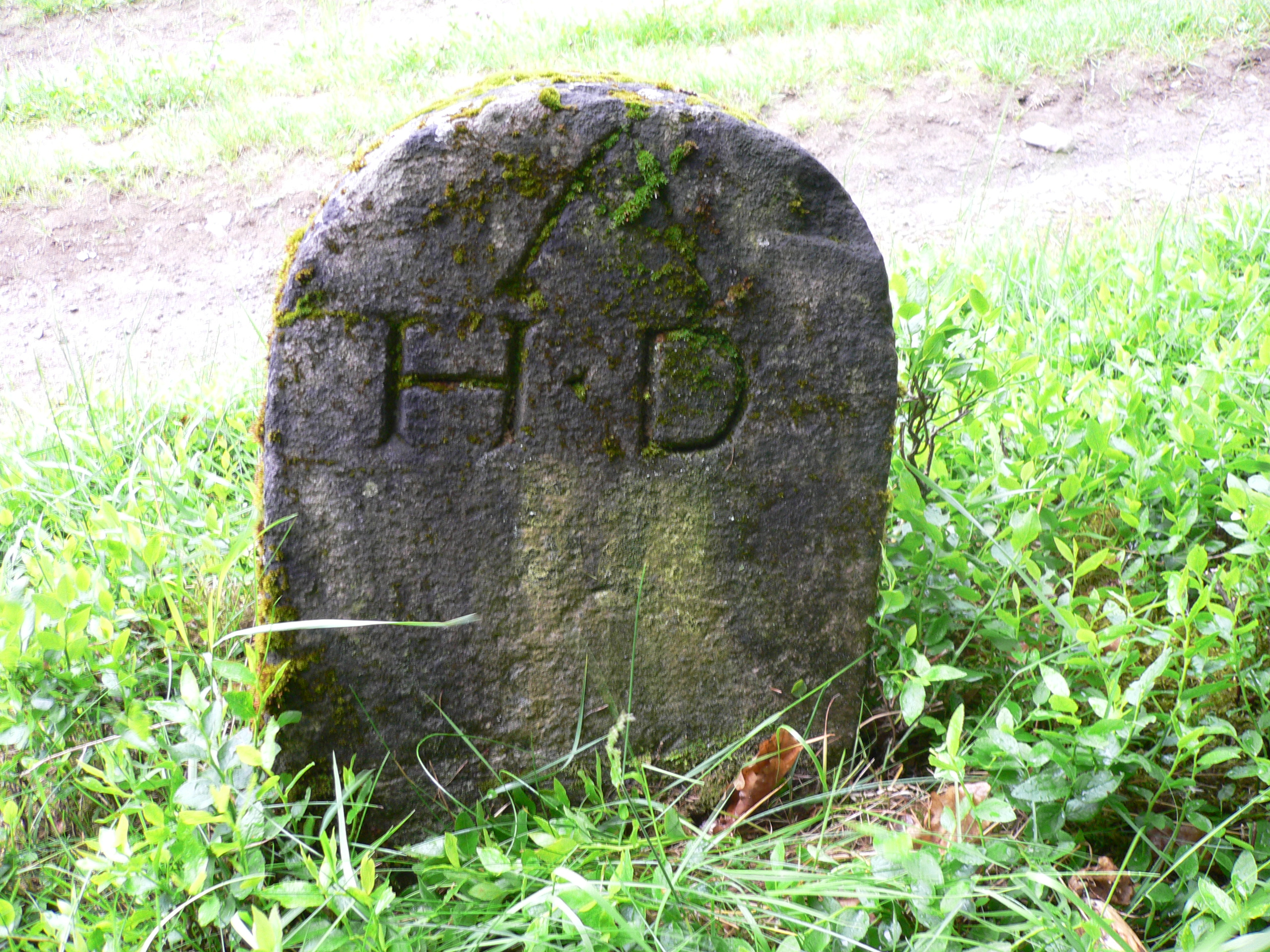
Grenzstein Ostseite HD Hessen-Darmstadt
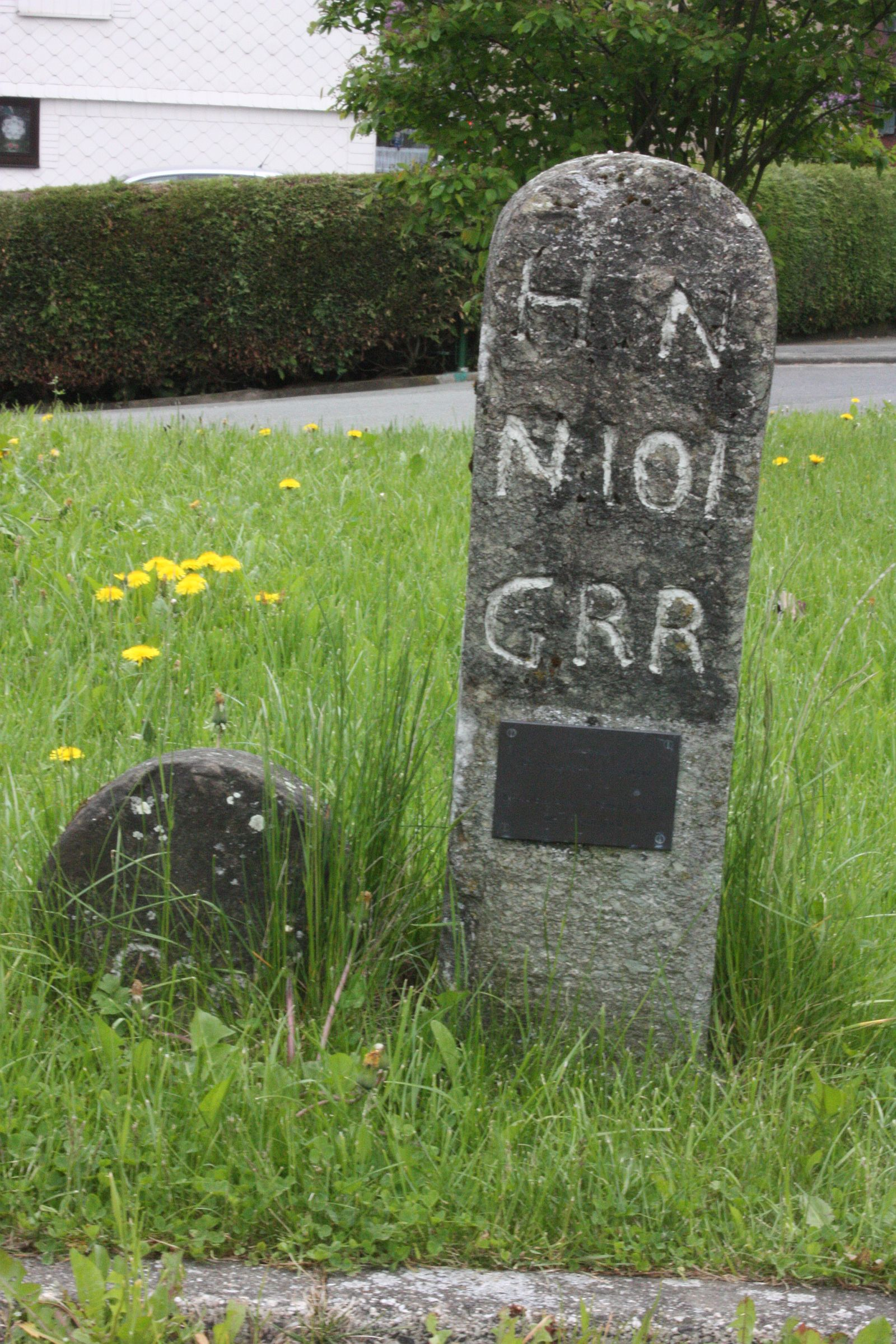
Erhaltener Grenzstein zwischen dem Herzogtum Nassau und Preußen
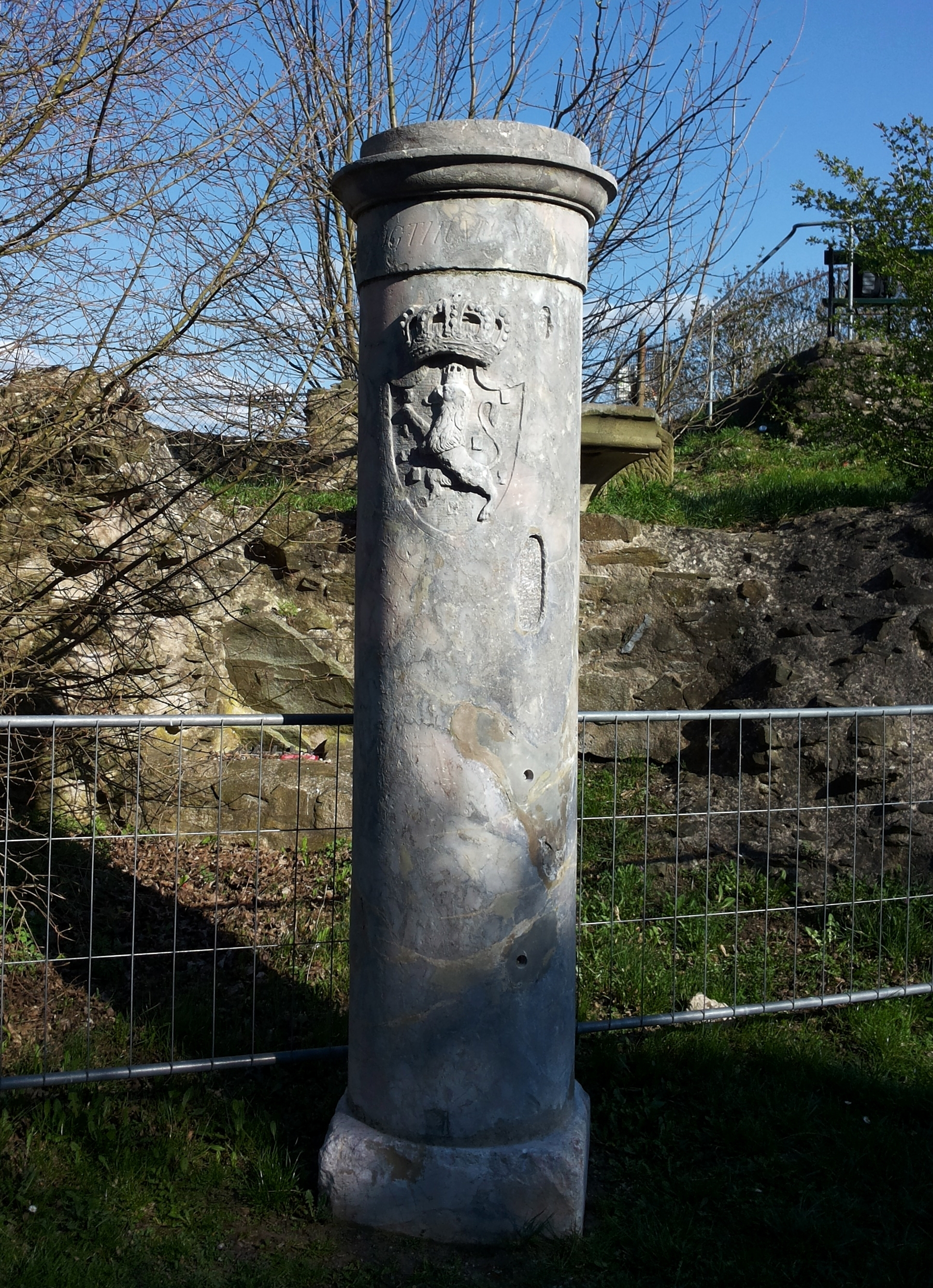
Grenzsäule des Herzogtums Nassau in Dillenburg

## Politik des Herzogtums

### Außenpolitik
In der Außenpolitik war der Spielraum des Herzogtums aufgrund seines geringen Umfangs und der wirtschaftlichen Schwäche immer begrenzt, in napoleonischer Zeit bestand er nicht. Im November 1813 wechselte Nassau auf die Seite der anti-napoleonischen Alliierten. Nach dem Wiener Kongress 1815 wurde Nassau Mitgliedstaat des Deutschen Bunds.
In der Deutschen Frage nahm das Herzogtum eine ambivalente Stellung ein. Die geringe Exportwirtschaft des Landes war auf norddeutsche, insbesondere preußische Abnehmer ausgerichtet. Die Herzoge und leitende Regierungsbeamte nahmen in der Regel aber eine großdeutsche, österreichfreundliche Haltung ein. Dieser Zwiespalt zeigte sich unter anderem an dem lange umstrittenen Beitritt zum kleindeutschen Deutschen Zollverein. In der Spätphase des Herzogtums war die Nassauische Fortschrittspartei als bedeutendste liberale Kraft kleindeutsch ausgerichtet.

### Militärpolitik
Die Nassauische Militärpolitik resultierte aus den jeweiligen Bündnisverpflichtungen des Herzogtums. Wie die übrige Verwaltung entstand das Militär durch Zusammenführung von Einheiten der Vorgängerstaaten, die zu einem einheitlichen Militär reformiert wurden.
In der Frühphase des Herzogtums wurden Militärkontingente von Napoleon nach Belieben eingesetzt, zunächst 1806 als Besatzungstruppen in Berlin, dann drei Bataillone bei der Belagerung Kolbergs 1807, zwei Regimenter Infanterie und zwei Schwadronen Kavallerie kämpften für mehr als fünf Jahre für Napoleon in Spanien – nur die Hälfte kam zurück. Das Gros der Truppe bildeten zwei Regimenter Infanterie, aufgestellt 1808/09. Diese wurden während der napoleonischen Kriege von Eskadronen berittener Jäger unterstützt.
Nach der Schlacht bei Waterloo stellte das Herzogtum eine Artillerie-Kompanie, ab 1833 Artillerie-Division zu zwei Kompanien, auf. Hinzu kamen weitere kleinere Einheiten (Pioniere, Jäger, Bagagetrain, Reserve). Im Kriegsfall wurden je nach Bedarf zusätzliche Verbände aufgestellt. Das nassauische Militär war unter einem Brigade-Kommando zusammengefasst. An seiner Spitze stand der Herzog, die Tagesbefehle wurden durch den jeweiligen General-Adjutanten ausgefertigt. Die reguläre Stärke der nassauischen Armee betrug ca. 4000 Soldaten.
Nach dem Ende des Herzogtums wechselten zahlreiche Offiziere und Soldaten in die Preußische Armee.

### Bildungspolitik
Mit dem nassauischen Schuledikt vom 24. März 1817 wurden zwei Arten von Volksschulen festgelegt: Elementarschulen und Realschulen, wobei Mädchen nur die Elementarschulen offenstanden. Jungen konnten nach Abschluss der dritten Klasse einer Elementarschule an eine Realschule wechseln. Das Schuledikt sah jeweils eine Realschule in Diez, Eltville, Hachenburg, Herborn, Höchst, Limburg, Montabaur, Schwalbach, Usingen, Weilburg und Wiesbaden vor. In Eltville und Hachenburg blieben die Schulgründungen jedoch aus, dafür erfolgte diese zusätzlich in Nastätten, das im nicht im Edikt nicht erwähnt worden war. Außer in Diez und in Usingen schlossen die Realschulen bis 1825 wieder, wohl weil die Gemeinden die Kosten nicht tragen wollten.
Weil das Herzogtum sich keine eigene Universität leisten konnte, schloss Herzog Wilhelm I. mit dem Königreich Hannover einen Staatsvertrag ab, der es Nassauern erlaubte, an der Universität Göttingen zu studieren. Zur Finanzierung von Schulen und Universitätsstipendien gründete er am 29. März 1817 durch Zusammenfassung älterer weltlicher und geistlicher Stiftungen den bis heute bestehenden Nassauischen Zentralstudienfonds mit Grundkapital aus Ackerland, Wäldern und Wertpapieren.
In Göttingen sollen sich nicht-nassauische Studenten gelegentlich einen vom Zentralstudienfonds finanzierten Freitisch erschlichen haben. Daher soll der Ausdruck „nassaue(r)n“ stammen: sich unberechtigt Privilegien/Vorteile verschaffen. Die Sprachwissenschaft leitet das ursprünglich berlinische Wort allerdings aus dem Jiddisch-Rotwelschen ab und sieht in der Freitischerzählung eine nachträgliche Ätiologie.

### Religionspolitik

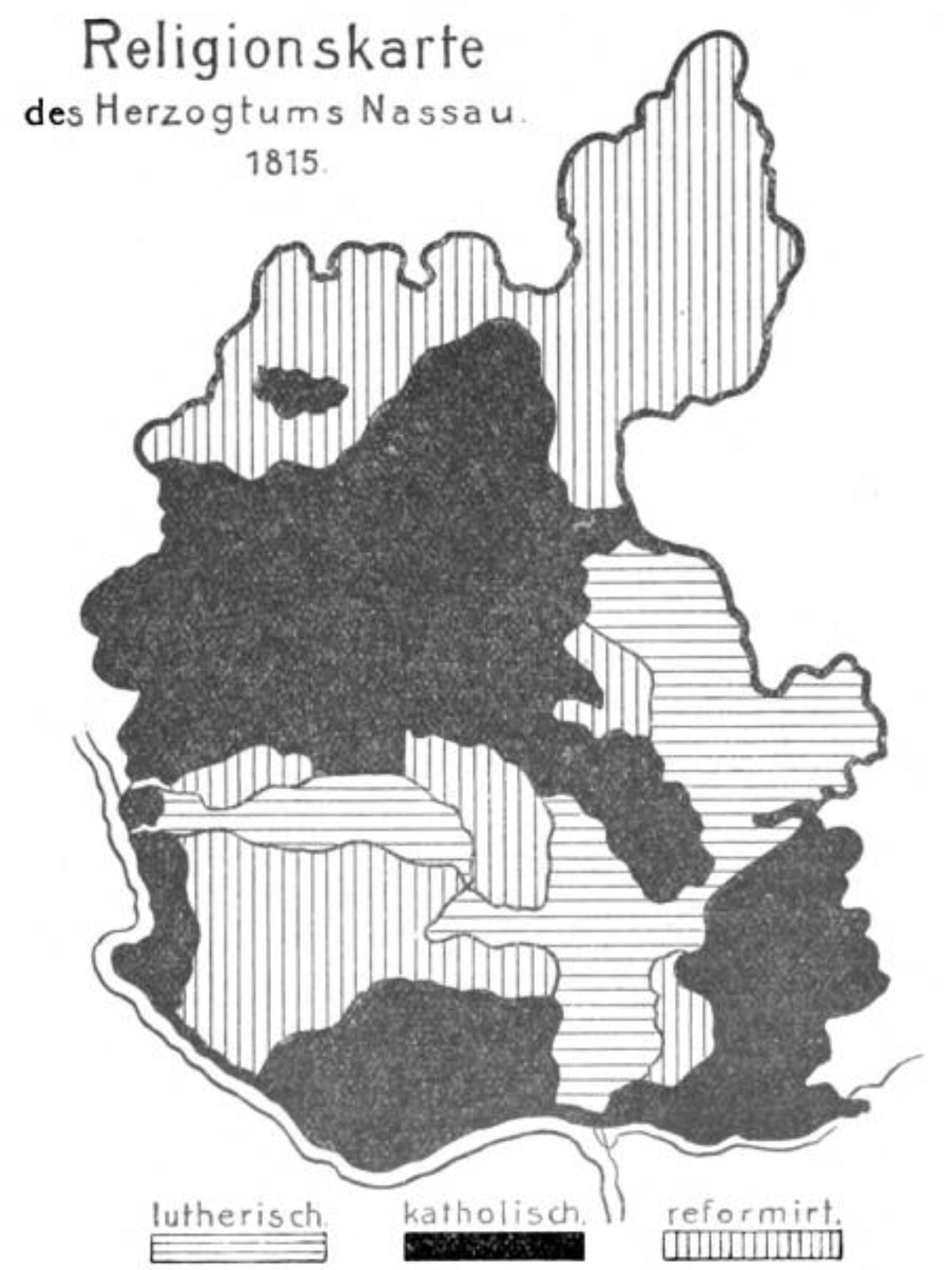
Verteilung der vorherrschenden Religionen im Herzogtum (Grenzen 1816–1866)

Durch die Verschmelzung der beiden Vorgängerterritorien sowie die Säkularisation und Mediatisierung war ein konfessionell uneinheitlicher Staat entstanden. Die Religionsaufteilung war 1820: 53 Prozent evangelisch-uniert, 45 Prozent katholisch, 1,7 Prozent jüdisch und 0,06 Prozent mennonitisch. Dabei waren gemischtkonfessionelle Ansiedlungen die Ausnahme. Die meisten Orte und Städte wurden jeweils eindeutig von einer der beiden großen christlichen Konfessionen dominiert. Die jüdische Bevölkerung war über das gesamte Herzogtum verteilt, mit Schwerpunkten an Lahn und Main.
Die Verfassung stellte die Kirche, wie in protestantischen Territorien üblich, unter staatliche Verwaltung. Die evangelisch-lutherische und die evangelisch-reformierte Kirchen schlossen sich als erste evangelische Kirchen im Deutschen Bund 1817 in der damaligen „Stadtkirche“ zu Idstein zur unierten Evangelischen Landeskirche in Nassau zusammen (Nassauische Union).
Bereits ab 1804 gab es erste Versuche, ein katholisches Landesbistum für Nassau zu schaffen. Übergangsweise entstand das Vikariat Limburg. Doch erst 1821 einigten sich das Herzogtum und der Heilige Stuhl auf die Gründung des Bistums Limburg, die 1827 abgeschlossen war.
Neben der direkten Kirchenpolitik gab es noch andere Berührungspunkte zwischen staatlicher Politik und kirchlichem Handeln. Schon bei der ersten Neuansiedlung einer religiösen Gemeinschaft, des Ordens der Redemptoristen, in Bornhofen kam es zu einer Kraftprobe zwischen Staat und Bischof. Diese endete mit dem Verbleib der Gemeinschaft am Ort. Die im Herzogtum verstärkt entstehenden religiösen Gemeinschaften gaben mehrfach Anlass zu politischen Auseinandersetzungen. Die 1845 in Dernbach im Westerwald gegründete Gemeinschaft Arme Dienstmägde Jesu Christi wurde nach anfänglichen Problemen und Gängeleien, die immer wieder auf niedrigem Niveau aufflackern, wegen ihrer Arbeit in der Krankenpflege vom Staat geduldet wenn nicht schweigend gefördert. So entstanden vielerorts 'Krankenhäuser' oder ambulante Pflegestationen, die Vorläufer der heutigen Sozialstationen.

## Presse
Das Herzogtum Nassau besaß eine nur gering entwickelte Presselandschaft, was auf die geringe Anzahl von Bildungsbürgern und die Presse- und Zensurgesetze zurückzuführen ist. Außer in der Gründungsphase und die kurze Zeit der Reformverfassung war das nassauische Presserecht ähnlich streng wie in den meisten anderen deutschen Staaten. Ab 1814 erschienen lediglich die „Vaterländische Chronik“ in Langenschwalbach und die „Rheinischen Blätter“ in Wiesbaden. Beide wurden nach den Karlsbader Beschlüssen 1819 wieder eingestellt. Innerhalb des Landes erschienen darauf bis 1848 lediglich amtliche und Unterhaltungsblätter. Einige Zeitungen des benachbarten Auslands behandelten allerdings auch Themen der nassauischen Politik und durften im Herzogtum verkauft werden. Insbesondere im Süden des Herzogtums wurden die Frankfurter Zeitungen gelesen.
Ein Schub von Zeitungsneugründungen ging mit der Pressefreiheit von 1848 einher. Die „Freie Zeitung“ erschien noch im März 1848 in Wiesbaden und erreichte bereits im April 2100 Abonnenten. Sie nahm zunächst eine gemäßigt liberale Haltung an und war das Sprachrohr der Gruppe um Hergenhahn. Später radikalisierte sich die „Freie Zeitung“ zusehends, vertrat revolutionäre und katholikenfeindliche Thesen. Das Spektrum des gemäßigten Liberalismus deckte zunehmend die am 1. April 1848 erstmals in Wiesbaden erschienene „Nassauische Allgemeine Zeitung“ mit Chefredakteur Wilhelm Heinrich Riehl ab. Ein weiteres gemäßigt liberales Blatt, das sich an eine kleine, bildungsbürgerliche Leserschaft wandte, war die „Nassauische Zeitung“ mit dem jungen Karl Braun als Redakteur. Unter den vielen Lokalblättern dieser Zeit druckten lediglich der „Lahnbote“ aus Weilburg und das „Deutsch-Nassauische Volksblatt“ aus Dillenburg politische Beiträge ab. Im Verlauf des Jahres 1849 und bis zum Frühjahr 1850 stellten die Blätter auf Druck der Regierung die politische Berichterstattung weitgehend ein. Von 1851 an geriet die Nassauische Landeszeitung zunehmend unter den Einfluss der herzoglichen Regierung. Sie veröffentlichte vor allem Verwaltungsverlautbarungen und Beiträge mit Regierungsposition und erhielt dafür öffentliche Anzeigenschaltungen sowie amtliche Abonnements.
Von 1864 bis 1866 erschien in Wiesbaden die „Nassauische Landeszeitung“ als Sprachrohr der herzoglichen Regierung und die „Mittelrheinische Zeitung“, die der liberalen Opposition und später der preußenfreundlichen Nassauischen Fortschrittspartei nahestand. Als großdeutsch-österreichfreundliches Gegenorgan erschien 1866 erstmals die „Neue Mittelrheinische Zeitung“. Einen politischen Anspruch hatte lediglich noch der „Aarbote“, der in Langenschwalbach erschien. Dazu kamen rund zwei Dutzend Lokal- und Anzeigenblätter.

## Vereinsleben
Das 19. Jahrhundert war auch im Herzogtum Nassau eine Epoche der Vereinsgründung. Viele der landesweiten unpolitischen Vereine wurden durch die Regierung begünstigt und mit staatlichen Aufgaben betraut. Oft waren Mitglieder der herzoglichen Familie Vereinsmitglieder. Spätestens seit den Karlsbader Beschlüssen 1819 wurden die politischen Vereinigungen in Nassau verboten und verfolgt. Zu diesen zählten insbesondere die Turnvereine, deren Gründung 1842 wieder zugelassen wurde. Im Zuge der Märzrevolution wurde am 4. März 1848 auch die Vereinigungs- und Versammlungsfreiheit gewährt. Mit dem Zusammenbruch der Revolution setzte im Jahr 1850 ein Mitgliederschwund vor allem der politischen aber auch vieler anderer Vereine ein. Formal wurden die betreffenden Freiheiten mit dem Vereinigungs- und Versammlungsgesetz vom 13. Dezember 1851 weitgehend wieder aufgehoben. Vereinigungen durften nur noch im Rahmen einer zuvor genehmigten öffentlichen Versammlung und mit Zustimmung der Regierungsbehörden ins Leben gerufen werden. Untersagt waren darüber hinaus die Kontaktaufnahme mit anderen Vereinen sowie die Mitgliedschaft von Schülern, Lehrlingen und Frauen. Mitgliederlisten und Statuten mussten der Ortspolizei übergeben werden. Die verbleibenden Arbeiter-, Turn- und politischen Vereine lösten sich bis Ende 1852 auf.
Zu den ersten nassauischen Vereinen gehörten die Deutschen Gesellschaften in Idstein und Wiesbaden, die sich im Geist Ernst Moritz Arndts versammelten. Nach dem Verbot durch die Regierung lösten sich die Vereine auf. Der Wiesbadener Verein wurde in die Casinogesellschaft umgewandelt, die den unpolitischen Zweck der „geselliger Unterhaltung“ verfolgte. Die Casinogesellschaft war treibender Akteur für die Gründung der gelehrt-geselligen Vereine.
Mit dem Verein für Nassauische Altertumskunde und Geschichtsforschung wurde 1812 einer der heute ältesten deutsche Geschichtsverein gegründet. Dem Verein wurde die Aufgabe der Landesarchäologie und der Denkmalpflege übertragen. In der Folge legte der Verein eine Sammlung Nassauischer Altertümer an. Diese Sammlung bildete einen Grundstock des Museum Wiesbaden, das der Verein satzungsgemäß 1825 einrichtete. Das Museum verfügte bereits bei Gründung über die Struktur: Geschichte, Kunst und Natur. Um die Sammlungen zu betreuen, wurden der Verein für Naturkunde im Herzogtum Nassau (1829) und die Gesellschaft der Freunde der bildenden Kunst im Herzogtum Nassau (1847) gegründet.
Neben den gelehrt-geselligen Vereinen entstanden landesweite Wirtschaftsvereine. Der älteste war der Landwirtschaftliche Verein im Herzogtum Nassau. Dieser wurde von der Regierung 1818 ins Leben gerufen, um die Trägerschaft der neuen Landwirtschaftsschule Idstein zu übernehmen. Im Jahr 1841 wurde der Gewerbeverein für das Herzogtum Nassau gegründet. Da der Gewerbeverein eine private Einrichtung war, bemühte sich die Regierung die Kontrolle über diesen Verein zu erhalten. Erst 1844 wurden die Statuten des Vereines genehmigt. Bis 1866 wuchs er auf 35 lokale Gruppen und rund 2000 Mitglieder an. 1845 wurde die erste Gewerbeschule in Wiesbaden gegründet. 1866 waren es im gesamten Herzogtum 35, meist mit abendlichem Lehrbetrieb in anderen Schulen. Sie befanden sich in der Trägerschaft der Gewerbevereine, wurden aber vor allem vom Staat finanziert. Der Gewerbeverein richtete in Wiesbaden 1846, 1850 und 1863 Gewerbeausstellungen aus. 1864/65 formierten sich Handelskammern in Wiesbaden, Limburg und Dillenburg.
Darüber hinaus wurden viele lokale Vereine gegründet. Insbesondere handelte es sich um Gesangs-, Turn- und Sportvereine. Insbesondere die Turnvereine, mehrheitlich aber auch die Gesangvereine waren deutschnational ausgerichtet. Während Sportvereine ein vor allem städtisches Phänomen blieben, gründeten sich auf dem Land bis in kleine Dörfer hinein zahlreiche Gesangsverein, oft angestoßen durch die Dorfschullehrer. Im Jahr 1844 erfolgte der Zusammenschluss nassauischer, hessen-darmstädtischer und preußischer Sängervereine zum Lahntalsängerbund. Die städtischen und vereinzelt auch auf dem Land vorhandenen Lesevereine gab es mit verschiedenen Schwerpunkten, insbesondere konfessionell ausgerichtet, insgesamt aber ebenfalls national ausgerichtet, dabei jedoch ausdrücklich staatstragend.
Im Umfeld der Revolution von 1848 entstanden auf lokaler Ebene Gewerbe-, Landwirtschafts-, Frauen-, Verschönerungs- und Feuerwehrvereine. Vor allem aber kam es im Rahmen der Revolution zu neuen politischen, oft demokratisch ausgerichteten Vereinsgründungen. Im Verlauf der Revolution löste sich mehrere der älteren Bildungs- und Lesevereine auf und wurden durch neue, stärker politisch ausgerichtete Nachfolger abgelöst.
Die Feuerwehren schlossen sich am 27. Juli 1872 in Wiesbaden zum Feuerwehrverband für den Regierungsbezirk Wiesbaden zusammen, der als hessischer Bezirksfeuerwehrverband unter dem Namen „Nassauischer Feuerwehrverband“ weiterhin tätig ist.

## Wirtschaft
Die wirtschaftliche Lage des kleinen Herzogtums war prekär. Der größte Teil des Staatsgebiets wurde von landwirtschaftlich minderwertigen Lagen der Mittelgebirge eingenommen, die auch eine erhebliche Beeinträchtigung im Binnenverkehr darstellten. Mehr als ein Drittel der erwerbstätigen Einwohner arbeitete in einer eigenen Landwirtschaft, wobei es sich fast ausschließlich um Familienbetriebe mit geringer, durch die Erbteilung aufgesplitterter Grundfläche handelte. Diese Kleinbauern waren mehrheitlich auf einen Nebenerwerb angewiesen, im Westerwald häufig auf einen Zuverdienst als Hausierer. Größere Güter waren seltene Ausnahmen. Bei den Gewerbetreibenden handelte es sich in der überwältigenden Mehrheit um Handwerker.

### Währung und Münzen
Das Herzogtum gehörte zum süddeutschen Währungsraum. Die wichtigste Münzeinheit war demgemäß der Gulden. Dieser wurde als Kurantmünzen geprägt. Bis 1837 wurden 24 Gulden aus der Kölnischen Mark feinen Silbers (233,856 Gramm) geprägt. Der Gulden wurde in 60 Kreuzer unterteilt. Scheidemünzen aus Silber und Kupfer wurden zu 6 (erst von 1816 an), 3, 1, 0,5 und 0,25 Kreuzer geprägt.

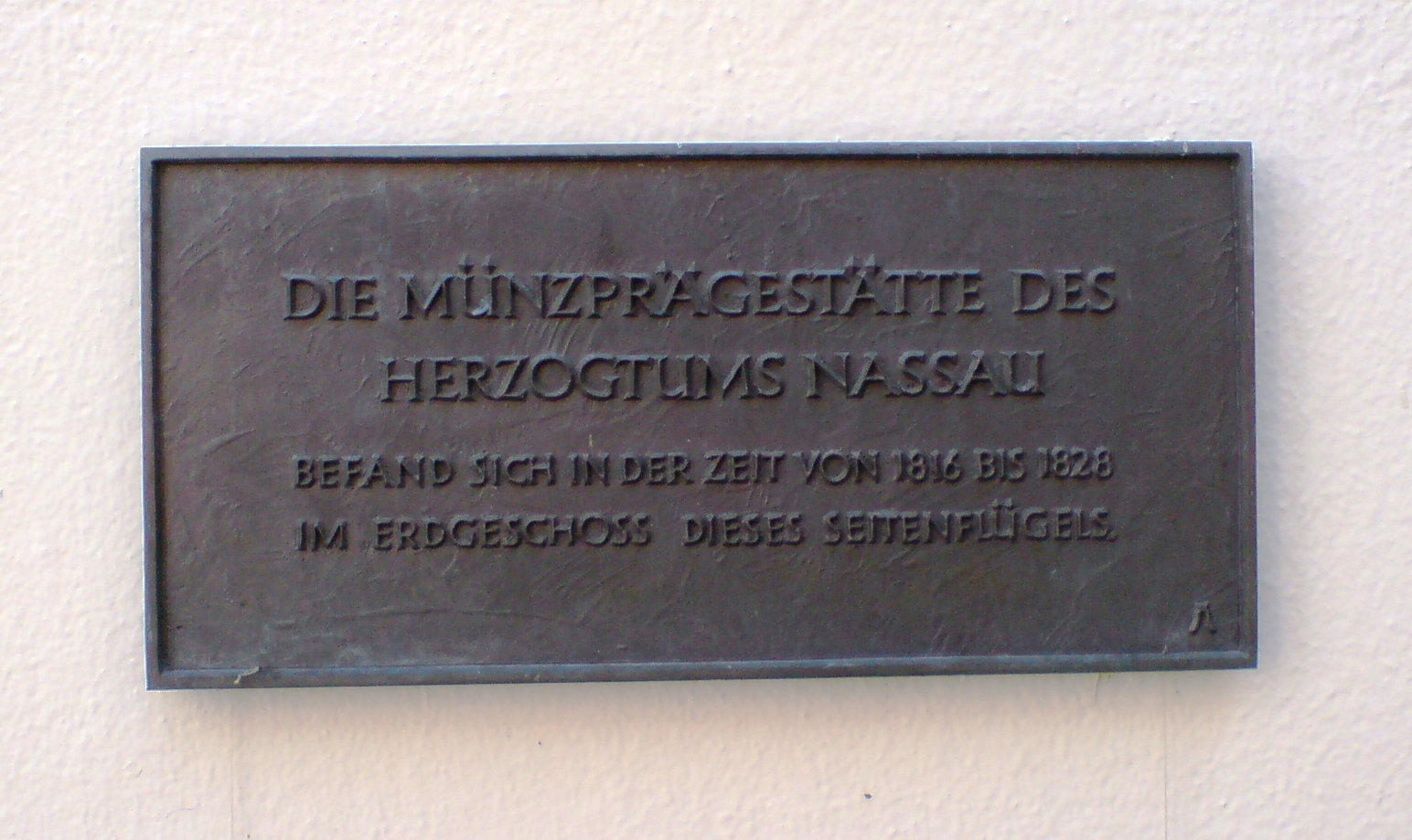
Hinweisschild in Limburg zur Münzprägung im Herzogtum Nassau

Ab 1816 wurde zugleich der Kronentaler zu 162 Kreuzern, entspricht 2,7 Gulden, geprägt. Ab dem Jahr 1837 gehörte das Herzogtum zu den Vertragsstaaten des Münchner Münzvertrags, der die Prägung von 24,5 Gulden aus einer Mark Silber (233,855 Gramm) festlegte. Nach Abschluss des Dresdner Münzvertrags 1838 wurden zusätzlich Taler als Kurantmünze anerkannt und in geringen Mengen geprägt. Hierbei entsprachen zwei Taler 3 ½ Gulden. 1842 wurde der Heller zu einem viertel Kreuzer als kleinste Kupfermünze weiterhin geprägt. 1820 war der Heller, neben Gulden und Kreuzer, die kleinste Beitragsgröße z. B. für die Grund- und Gewerbesteuer. Nach dem Wiener Münzvertrag prägte das Herzogtum neben Gulden auch Vereinstaler. Aus einem Pfund (500 Gramm) Silber wurden 52 ½ Gulden oder 30 Taler geprägt. Anstelle des Hellers wurden nun Pfennige, zu einem viertel Kreuzer, ausgegeben. Die Vereinstaler blieben bis 1908 im Umlauf.
Banknoten, sogenannte Landes-Credit-Casse-Scheine, wurden ab 1840 von der Landes-Credit-Casse, Wiesbaden, ausgegeben. Sie waren in Nennwerten zu einem, fünf, zehn und 25 Gulden im Umlauf.
Die nassauischen Vorgängerstaaten hatten seit 1753 keine neuen Münzen mehr geprägt, so dass zur Gründung des Herzogtums viele alte, abgegriffene Münzen im Umlauf waren. 1807 beschlossen die Herzöge eine neue Münzprägung. Dazu warb Nassau den zuvor bergischen Münzmeister Christian Teichmann an. Dieser wurde in der zuvor kurtrierischen Münze in Ehrenbreitstein tätig und fertigte Kupfer-, Silber- und Goldmünzen. Die erste Prägung zur Deckung des unmittelbaren Bedarfs fand 1808 aber in Hessen-Darmstadt auf Rechnung Nassaus statt. Erst 1809 wurden die ersten Münzen aus Ehrenbreitstein ausgegeben. 1815 musste die Münze nach Limburg in das ehemalige Franziskanerkloster und heutige bischöfliche Ordinariat verlegt werden, da Ehrenbreitstein an Preußen fiel. 1828 wurde die Münzprägung in Limburg wegen der technisch veralteten Anlagen aufgegeben. 1826 gestattete Nassau dem Bankhaus Rothschild die Prägung von nassauischen Kronentalern. Für die folgenden Jahre ist diese aber nur vereinzelt nachweisbar. Von 1833 bis zur Aufgaben 1837 nutzte das Bankhaus für die Produktion der Kronentaler die eigens errichtete und 1830 in Betrieb genommene Münzstätte am Luisenplatz in Wiesbaden. Das in Nassau verwendete Münzsilber stammte zu einem geringen Anteil aus einheimischem Bergbau und größtenteils von Edelmetallhändlern.
In der Spätphase des Herzogtums Nassau ging die Münzprägung in Wiesbaden deutlich zurück und eine Schließung der Wiesbadener Münzstätte wurde diskutiert. Diese erfolgte kurz nach 1866 durch die neue preußische Landesherrschaft.

### Gewerbestatistik
Das statistische Staatshandbuch von 1819 verzeichnet unter 64.825 Gewerbetreibenden insgesamt 26.038 Acker- und 790 Weinbauern (vorwiegend im Rheingau, aber auch andernorts am Rhein, am Main und an der Lahn). Mehr als 24.000 dieser Bauern verfügten lediglich über ein einziges Zugtiergespann. Zudem waren zahlreiche Kleinstbauern, die mit anderen Gewerken dazuverdienen mussten, unter den 18.319 Tagelöhnern, als Handwerker oder Kleinhändler registriert. Auch bei den Weinbauern handelte es sich mehrheitlich um Familienbetriebe ohne Angestellte. Eine Statistik von 1846 weist unter den 25.600 Gewerbetreibenden nur 500 Fabrikanten und leitende Angestellte aus. Ebenfalls 1819 waren 2225 Wirte und 1833 Händler statistisch erfasst. Da 1388 der Händler in die drei untersten Steuerklassen eingestuft waren, muss es sich bei ihnen um kleine Krämer gehandelt haben. Unter den Handwerkern weist das Staatshandbuch 6083 Mitglieder des Textil-, Leder- und Bekleidungsgewerbes und 3199 Gewerbetreibende in der Nahrungs- und Genussmittelbranche auf. Es folgten die Holzverarbeitung mit 1785, Bergbau und Metallverarbeitung mit 1604 und Bauwesen mit 1312 Betrieben. 4000 Beamte und Offiziere, darunter 750 Lehrer, 350 Pfarrer und 1600 nebenberufliche Schultheiße und Gemeinderechner vervollständigen die Statistik von 1819.

### Eisenabbau und -produktion
Lediglich an der Lahn gab es frühindustrielle Ansätze, insbesondere beim Abbau und der Verhüttung von Eisenerz. 1828 wurden knapp 760.000 Zentner Roteisenstein abgebaut, 1864 etwas mehr als 6,5 Millionen Zentner. Die Entwicklung zwischen diesen Daten ist von starken Schwankungen geprägt. So brach die Produktion von 1858 auf 1860 um fast die Hälfte auf rund 2,6 Millionen Tonnen ein. Die Förderung von Brauneisenstein stieg von 496 Zentnern 1828 auf rund 546.000 Zentner 1854, um danach zurückzugehen. Innerhalb des Deutschen Bundes verzeichnete das Herzogtum im Wechsel mit dem Königreich Bayern die zweithöchste Roheisenproduktion nach Preußen.
Allerdings gelang es nie, im größeren Umfang eine Industrie aufzubauen, die das Eisen zu höherwertigen Produkten weiterverarbeitete. Die Betriebe waren klein und meist eher handwerklich als industriell organisiert. Als Brennmaterial waren sie ausschließlich auf Holzkohle angewiesen, deren Produktion kaum ausgeweitet werden konnte, ohne den Wald auf Dauer zu schädigen. So gab es 1847 nur eine einzige Eisenhütte mit mehr als 200 Beschäftigten. In der Regel eröffneten Unternehmen aus dem Ruhrgebiet Niederlassungen an der Lahn und ließen das Eisen zur Weiterverarbeitung an die Hauptstandorte transportieren, wo ausreichend Steinkohle vorhanden war, die es an der Lahn nicht gab. Der Eisenerzbergbau und die Weiterverarbeitung spielten in dem vergleichsweise kleinen Staat eine herausragende Rolle. Von 1848 bis 1857 waren in Nassau knapp 4500 Einwohner in dieser Branche beschäftigt, rund ein Prozent der Bevölkerung. Dabei handelte es sich um den höchsten Prozentwert im Deutschen Bund. Die nächstniedrigere Quote hatte das Herzogtum Braunschweig mit 0,5 Prozent. Allerdings schwankte die Zahl der Arbeiter in der Erzförderung und Weiterverarbeitung entsprechend der Nachfrage und der von ihr bestimmten Produktion erheblich.
Siehe auch: Lahn-Dill-Gebiet
Die Hüttenindustrie entwickelte sich bis 1850 in Nassau nur langsam. 1828 produzierten 256 Arbeitnehmer rund 207.000 Zentner Roheisen und 31.000 Zentner Gussware. Diese Zahlen wurden in den folgenden Jahren eher unter- als überschritten. Ab der Mitte des Jahrhunderts setzte ein Zuwachs an, der bis zu 472.000 Zentnern Roheisen und 118.000 Zentnern Gussware bei mehr als 900 Beschäftigten 1864 führte. Die Kleineisen-, Blech- und Drahtproduktion blieb fortwährend gering und scheint ausschließlich den inländischen Markt bedient zu haben.

### Sonstige Bodenschätze
Der Abbau von Galenit und damit Blei und Silber war beträchtlich, wenn auch stark schwankend. Das Minimum wurde 1840 mit gut 30.000 Zentnern, das Maximum 1864 mit gut 133.000 Zentnern erreicht. Die Anzahl der Blei- und Silbergruben erreichte 1860 mit 64 einen Höchststand. Der bei weitem größte Teil dieser Förderung wurde innerhalb des Landes verhüttet. Bis zu 2350 Menschen (1860) arbeiteten im Blei- und Silberbergbau. Bei Holzappel befand sich das größte Galenitbergwerk mit rund 300 Beschäftigten um 1820. Weitere Abbauorte waren Villmar, Mehlbach bei Rohnstadt, Obernhof, Weinähr und Kirchähr, Weyer, Ems, Friedrichssegen und Eschbach nahe St. Goarshausen und bis zur Abgabe an Preußen Anxbach und weitere Orte im Freien Grund.
Der Zinkabbau erreichte 1850 mit fast 19.000 Zentnern seinen Höhepunkt. Dieses Erz wurde vollständig exportiert, während die ebenfalls geringe Kupferausbeute (Maximum 1864 mit knapp 12.000 Zentnern), die größtenteils aus dem Amt Dillenburg stammte, fast vollständig im Land blieb. Marginal blieben der Abbau von Nickel (1862: 22.000 Zentner) und Schwerspat (1854: 39.000 Zentner).
Braunkohle wurde im geringen Umfang im Westerwälder Braunkohlerevier gefördert. Bis zu vier Fünfteln der Produktion wurden im Inland verfeuert. Die Produktion lag 1828 bei knapp 34.000 Zentnern und 1864 bei etwas über einer Million Zentner. Die Anzahl der Beschäftigten erreichte ihr Maximum 1858 mit fast 1000. Die Produktionssteigerung bei geringerer Zahl von Arbeitnehmern lässt sich durch den verstärkten Technikeinsatz und leichter zugängliche Vorkommen erklären.
Die Dachschieferbrüche des Herzogtums förderten zwischen 10.000 (1828) und 38.000 Zentner (1862) des Materials. Um 1840 lag die Zahl der Beschäftigten etwas über 1100. Unmittelbar an der Lahn, insbesondere im Umland von Runkel wurde Marmor gebrochen.
Tonminerale wurden ebenfalls im Westerwald abgebaut und bis zu drei Vierteln im Töpfereigewerbe innerhalb des Herzogtums verarbeitet. 1828 lag die Förderung bei knapp 95.000 Zentnern, 1864 bei rund 440.000 Zentnern. Das Beschäftigungsmaximum wurde 1862 mit 262 Erwerbstätigen im Tonabbau erreicht.
In geringem Umfang wurde auch der industrielle Zusatzstoff Walkerde mit bis zu 8700 Zentnern 1856 abgebaut.

### Mühlen
Eine Statistik aus dem Jahr 1846 führt im Herzogtum 923 Mahlmühlen zur Verarbeitung von Getreide und 364 andere Mühlen auf. Von letzteren waren 255 Ölmühlen. Von den übrigen Mühlen waren im Jahr 1854 42 Lohmühlen, 27 Holzsägemühlen, 23 Hanfreiben, 14 Walkmühlen und rund 15 Gipsmühlen. Über die gesamte Bestandszeit des Herzogtum gab es 28 Knochenmühlen, 24 Papiermühlen, vier Pulvermühlen, mindestens zwei Braunsteinmühlen sowie jeweils zwei Farb- und Tabaksmühlen und eine Sandelmühle.
Der Mühlenzwang war im Herzogtum regional sehr verschieden geregelt, was zum Teil auf der unterschiedlichen Entwicklung in den Vorgängerterritorien beruhte. 1846 bestand in rund einem Drittel der Ämter kein Mühlenzwang. Es gab während des Bestands des Herzogtums mehrere Initiativen zur Aufhebung des Mühlenzwangs. 1865 legte das Finanzkollegium der Regierung einen Gesetzentwurf zur Aufhebung im gesamten Herzogtum vor, die zum 1. Januar 1867 wirksam werden sollte. Dies wurde aber nie umgesetzt. Zum 17. März 1868 endete schließlich unter preußischer Hoheit der Mühlenzwang im ehemals nassauischen Territorium.

### Wirtschaftspolitik

#### Land- und Forstwirtschaft
Die Wirtschaftspolitik des Fürstentums konzentrierte sich unmittelbar nach dessen Gründung auf den dominierenden Wirtschaftszweig: die Land- und Forstwirtschaft. Der Hof Gassenbach bei Idstein wurde im Jahr 1812 zum landwirtschaftlichen Musterhof aufgebaut, nach dem Vorbild des Guts Hofwil in der Schweiz. Dort sollten neue Produktionstechniken erprobt und unter den Landwirten propagiert werden, insbesondere eine moderne Fruchtfolge als Weiterentwicklung der Dreifelderwirtschaft. Im Jahr 1818 entstand zudem in Idstein das Nassauische Institut für Landwirtschaft, das erste landwirtschaftliche Institut im Westen Deutschlands. 10 bis 20 junge Landwirte wurden dort zunächst in zweijährigen Kursen in modernen Wirtschaftsweisen unterrichtet. 1835 wurde das Institut auf Hof Geisberg bei Wiesbaden verlegt. 1820 gründete die Regierung den „Landwirtschaftlichen Verein im Herzogtum Nassau“. Jährliche Tierprämierungen, Jahrbücher sowie insbesondere das „Landwirtschaftliche Wochenblatt“ trugen zur Verbreitung neuer, wissenschaftlicher Methoden der Landwirtschaft bei.
Ein unstrittiges Hindernis für die Entwicklung der Landwirtschaft in Nassau war die Zersplitterung von Betrieben und einzelnen Nutzflächen durch die Realteilung. Erlasse zur Begrenzung der Realteilung hatte es in den Vorgängerterritorien bereits vom späten 16. Jahrhundert an gegeben und fast flächendeckend im 18. Jahrhundert. Sie entfalteten aber nur geringe Wirkung, unter anderem, weil die Dorfgemeinschaften Erbteilungen mündlich überlieferten und auch ohne öffentliche und rechtsgültige Dokumentation von Grundstücksteilungen die Flächen geteilt bewirtschafteten. Auf der anderen Seite war es vereinzelt auch zu Konsolidationen auf gemeindliche oder lokale Initiativen hin gekommen. Nachdem Bemühungen Ibells in der Frühphase des Herzogtums in der Entwurfsphase steckengeblieben waren, erließ der Herzog am 12. September 1829 eine Verordnung zur Güterkonsolidation. 1830 folgten detaillierte Anweisungen zur Ausführung, die einen halben Morgen (1.250 Quadratmeter) für Ackerland und einen viertel Morgen (625 Quadratmeter) als „Normalparzelle“ und damit Mindestmaß für ein einzelnes Grundstück vorgaben. Das Verfahren sah eine Mitbestimmung der Grundbesitzer durch Abstimmungsmehrheit sowohl bei der Einleitung der Konsolidierung als auch bei der Wahl des beteiligten Geometers und der Schätzer vor, die den Wert der Grundstücke bestimmen mussten. Ebenso wurden Vorschläge zur Zusammenlegung und zur technischen Verbesserung der Agrarflächen (Trockenlegung, Wegebau, Bachregulierung etc.) per Mehrheitsbeschluss verabschiedet. Die große Bedeutung der Flächenverbesserung unterschied das nassauische beispielsweise vom preußischen Vorgehen. Streitigkeiten und unklare Besitzverhältnisse sollte das jeweilige Amt bereinigen. Am Ende des Verfahrens erfolgte die Zuteilung der Parzellen per Los.
1840 begann die Zehntablösung in Nassau, nachdem viele deutsche Staaten diesen Schritt bereits gegangen waren. Die Ablösung kam allerdings nur schleppend voran. Deshalb blieb die Zehntfrage ein wichtiges Problem während der Revolution 1848 und war ein Grund für die besonders hohe Mobilisierung der Landbevölkerung in Nassau. Ihr gelang es schließlich, eine einheitliche Ablösesumme, den 16-fachen Jahreszehnt, durchzusetzen, von der die Staatskasse ein Achtel übernahm. Die Höhe der Ablöse führte jedoch zur massiven Verschuldung der Bauern, vor allem bei der Landes-Credit-Casse, an die sie nun Zinsen statt des Zehnten zahlen mussten.
Das Herzogtum war mit einem Waldanteil von 41 Prozent eines der bewaldetsten Länder im Deutschen Bund. Etwa dreiviertel des Waldes gehörte den Kommunen, ein Fünftel der herzoglichen Domäne und nur fünf Prozent waren Privatwald. Allerdings erstreckte sich das herzogliche Jagdrevier über rund ein Drittel der Landesfläche. Dies stellte einen für deutsche Fürstentümer ungewöhnlich hohen Wert dar. Zudem hatten vor der Gründung des Herzogtums in den stark bewaldeten Vorgängerterritorien relativ milde Jagd- und Forstgesetze geherrscht. Diese wurden 1816 deutlich verschärft. Dies führte zu fortgesetzter Unmut in der Landbevölkerung.
Die Wälder waren zu Beginn des 19. Jahrhunderts durch eine übermäßige Nutzung geschädigt. Dennoch waren für die Kommunen die Erlöse aus dem Wald eine der wichtigsten Einkommensquellen. Nach den Gebietszugängen 1803 und 1806 war das Forstwesen vollkommen zersplittert. In den neuen Ländern war die Organisationsform meist vollkommen verschieden im Vergleich zu den beiden altnassauischen Teilen. Im Jahre 1808 gab es deshalb erste Überlegungen für eine neue Forstorganisation. Doch erst am 9. November 1816 wurde das Forstorganisationsedikt zeitgleich mit der Instruktion für das Forstpersonal und dem Forst-, Jagd- und Fischereifrevelgesetz veröffentlicht. Das Forstorganisationsedikt war wegweisend für alle anderen Forstorganisationen in Deutschland. Erstmals wurde der wissenschaftlich ausgebildete Oberförster verlangt, der Planung und Vollzug in einer Hand vereinte. Damit wurde der Grundstein für die moderne Forstwirtschaft gelegt. Als Schöpfer des Organisationsedikt gilt ein Schüler des forstlichen Klassikers Georg Ludwig Hartig, Johann Justus Klein aus Dillenburg. In Zusammenarbeit mit dem Regierungspräsidenten Carl Friedrich Emil von Ibell wurde ein Gesetz geschaffen, das in Hessen bis 1955 und in Rheinland-Pfalz bis 1950 bestehen blieb. Die heutige Forstorganisation baut auf der nassauischen auf.

#### Hüttenwesen
Politische Eingriffe in das Hüttenwesen beschränkten sich auf die Überwachung der Bergordnung durch Beamte. Diese erstreckte sich auch auf eine gewisse Kontrolle der Löhne und ab 1861 auch auf eine Überwachung der Knappschaftsversicherung.

#### Gewerbepolitik
1819 hob die nassauische Regierung die Zunftverfassung auf. Wer einen Gewerbebetrieb eröffnen wollte, musste dies lediglich den lokalen Behörden anzeigen, die nur in Ausnahmefällen keine Erlaubnis erteilen durften. Dies führte in den Folgejahren im Handwerk zu einem Niedergang der Meister und ausgebildeten Gesellen. In der Revolution 1848 setzten sie durch, dass nur noch Inhaber des Meistertitels einen Handwerksberuf selbstständig ausüben durften. 1860 kehrte das Herzogtum jedoch wieder zur vollständigen Gewerbefreiheit zurück. Parallel hatte sich eine weitgehende Verdrängung vieler Handwerksbetriebe durch die industrielle Produktion vollzogen.
1844 formierten sich auf private Initiative hin Gewerbevereine. Erst relativ spät kam es 1863 zur Gründung von Handelskammern.

#### Handelspolitik
1815 wurden sämtliche Binnenzölle innerhalb des Herzogtums aufgehoben und auf die Erhebung von Außenzöllen verzichtet. Auch nach außen vertrat die herzogliche Regierung eine ausdrückliche Freihandelspolitik. Das 1818 eingeführte preußische Zollsystem beeinträchtigte den nassauischen Handel allerdings stark. Insbesondere brach der Export von Agrargütern nach Preußen ein. Bemühungen um ein bilaterales Handelsabkommen mit Preußen blieben erfolglos. 1822 führte Nassau schließlich doch Grenzzölle ein, um die Staatsfinanzen zu verbessern und eigene Unternehmen vor Konkurrenz zu schützen. Die Einnahmensteigerung gelang, allerdings häuften sich in den Folgejahren Beschwerden von Händlern und Produzenten, deren Exportgeschäft durch die Zölle behindert wurde.
1828 trat Nassau dem von Österreich geförderten Mitteldeutschen Handelsverein bei. In den folgenden Jahren kam es zu vermehrtem Schmuggel in das preußische Ausland, Petitionen für den Beitritt zum preußisch dominierten Deutschen Zollverein und zu zum Teil gewalttätigen Protesten von Landwirten und Weinbauern. Nachdem Preußen den Handelsverein durch mehrere bilaterale Abkommen mit einzelnen Mitgliedern geschwächt hatte und Staatsminister Marschall von Bieberstein als starker Verfechter einer zollpolitischen Unabhängigkeit von Preußen 1834 gestorben war, trat Nassau zum 1. Januar 1836 doch dem Deutschen Zollverein bei. Das Herzogtums hatte dabei das Fortbestehen einer eigenen Zollverwaltung, eine eigene Stimme in der Zollvereinskonferenz sowie Sonderregelungen für die eigenen Zölle an Rhein und Main durchgesetzt. Die positiven Folgen für die nassauische Wirtschaft blieben überschaubar und betrafen vor allem den Viehexport.
Innerhalb des Zollvereins setzte Nassau sich insbesondere für die Erhebung und den Erhalt von Zöllen auf die Einfuhr von Eisen ein, um die eigene Hüttenindustrie zu schützen. Der Anteil der Zölle an den Gesamteinnahmen des Herzogtums stieg von 12 Prozent im Jahr 1833 auf 26,4 % im Jahr 1846 an.
Die Kündigung der Zollvereinsverträge durch Preußen im Jahr 1851 mit Wirkung zum Jahresende 1853 wurde in der nassauischen Regierung mit Empörung aufgenommen. Wegen der engen Handelsverflechtung mit Preußen blieben Verhandlungen mit Österreich über ein alternatives Zollbündnis aber ergebnislos, löste aber heftigen Widerstand insbesondere unter den nassauischen Industriellen und Weinbauern aus. Zu einer ähnlichen Krise kam es 1862 nach dem Abschluss eines preußisch-französischen Handelsvertrags, der einigen Abmachungen innerhalb des Deutschen Zollvereins und mit Österreich zuwider lief. Erneut kam es zu einer erheblichen Mobilisierung innerhalb Nassaus zu Gunsten Preußens und gegen die pro-österreichische Regierung sowie den Herzog.

### Verkehrspolitik
Die Verkehrsanbindung der Industriestandorte, auch der des preußischen Wetzlar, sollte durch den Ausbau der Lahn zur Wasserstraße verbessert werden, was aber nur schleppend und unvollständig verwirklicht wurde. In ihrem Abschnitt des Rheins ließ die nassauische Regierung Hindernisse beseitigen, etwa bei Bingen, Bacharach und Oberwesel. Bereits auf dem Wiener Kongress hatten Nassau und das Großherzogtum Baden sich energisch gegen eine gemeinsame Verwaltung des Rheins durch die Anliegerstaaten gewehrt. Als die Rheinkommission 1816 doch zusammentrat, blockierte Nassau fortan die Abschaffung der Rheinzölle, die einen erheblichen Anteil seiner Haushaltseinnahmen ausmachten. Sie blieben auch erhalten, als 1831 die Mannheimer Akte zahlreiche althergebrachte Handelsprivilegien aufhob.

#### Eisenbahn
Kaum waren die Projekte zum Rhein- und Lahnausbau abgeschlossen, kündigte sich die Eisenbahn an. Die nassauische Regierung war deshalb nicht gewillt, auch noch in diese neue Infrastruktur zu investieren, und überließ dieses Feld zunächst privatem Kapital. Zudem gab es Auseinandersetzungen mit Preußen, das neben der bestehenden Bahnlinie am linken Rheinufer eine weitere im rechtsrheinischen Hinterland wünschte, die im Fall eines Krieges mit Frankreich nicht so schnell durch gegnerische Vorstöße unterbrochen worden wäre. Nassau befürwortete dagegen eine Linie unmittelbar am rechten Rheinufer.
1840 erreichte die von Frankfurt kommende Taunus-Eisenbahn Wiesbaden. Dort wurde nun ein privates Unternehmen gegründet, das die Bahn entlang des Rheins fortsetzen wollte. Dieses firmierte zunächst als Wiesbadener Eisenbahngesellschaft, ab 1853 als Nassauische Rhein Eisenbahn-Gesellschaft, nach 1855 als Nassauische Rhein- und Lahn Eisenbahn-Gesellschaft. Die Gesellschaft erhielt am 23. Juni 1853 die Konzession zum Bau der nassauischen Rheintalbahn Wiesbaden – Rüdesheim – Oberlahnstein. Am 31. März 1857 folgte die Konzession für die Lahntalbahn von Oberlahnstein nach Wetzlar. Mangels ausreichender finanzieller Ausstattung der Gesellschaft wurden aber nur Teile der insgesamt 188 Kilometer langen konzessionierten Strecken fertig gestellt. So entzog das Herzogtum schließlich der Gesellschaft die Konzessionen wieder und übernahm mit Vertrag vom 2. Mai 1861 selbst die bestehenden Bahnstrecken, betrieb sie als „Nassauische Staatsbahn“ weiter und baute sie zu Ende. Damit war auch dem preußischen Wunsch nach einer Eisenbahnverbindung im ostrheinischen Hinterland entsprochen. Dieses Zugeständnis Nassaus hatte Preußen sich mit der Pfaffendorfer Brücke bei Koblenz erkauft, die das nassauische Eisenbahnnetz an die linksrheinische Strecke anschloss. 1852 hatte es auch Entwürfe für einen direkten Bahnanschluss des Eisenerzreviers um Wetzlar an das Ruhrgebiet über die Sieg- und die Dillregion gegeben. Sie kamen jedoch nie über den Entwurfsstatus hinaus.

## Auswanderung aus Nassau

### Auswanderung nach Nordamerika
Von 1817 an setzte eine zweite Auswanderungswelle aus den deutschen Ländern nach Amerika ein, von der auch Nassau erfasst wurde. Gründe waren wirtschaftliche Not unter anderem als Folge des Jahrs ohne Sommer und der hohen Steuerlast aus den Koalitionskriegen, die politischen Restriktionen der Restaurationsära und die rechtliche Erleichterung der Auswanderung in vielen Territorien. Einen Anstoß gab die Massenauswanderung des Frühjahrs 1817, in deren Rahmen viele Auswanderer aus der Schweiz und Südwestdeutschland den Rhein entlang zu den niederländischen Häfen zogen. Dabei ergaben sich viele Kontakte mit der nassauischen Bevölkerung, die insbesondere im traditionell notleidenden Westerwald viele Bewohner zur Auswanderung motivierten.
Im gleichen Jahr veröffentlichte der frühere nassauische Staatsmann Hans Christoph Ernst von Gagern eine Denkschrift, die politische und gesellschaftliche Entscheidungsträger zur Fürsorge für die Auswanderer aufrief. Im folgenden Jahr veröffentlichte von Gagern das Buch „Der Deutsche in Nordamerika“ auf Grundlage von Reiseberichten seines Vetters Moritz Freiherr von Fürstenwärther. Gagern nahm eine grundsätzlich positive Haltung zur Auswanderung ein, da er sie als Mittel zur Ableitung von Spannungen innerhalb der Bevölkerung ansah.
Von 1820 an wurden in Nassau verstärkt Werber für die Auswanderung nach Brasilien aktiv.
Der Verein zum Schutze deutscher Einwanderer in Texas (kurz: Texasverein) (1842–1848) wurde von Adligen im Schloss Biebrich gegründet. Herzog Adolph übernahm die Schirmherrschaft und unterstützte den Verein tatkräftig. Der offizielle Vereinssitz war in Mainz, womit es kein reiner nassauischer Verein war.
Für die Auswanderer aus Nassau war Bremen der wichtigste Ausschiffungshafen, gefolgt von Hamburg.
Zahlen zur Auswanderung sind nur sehr lückenhaft und aus der Spätphase des Herzogtums vorhanden. Für das Jahr 1846 werden 11.400 Auswanderer aus Nassau und Hessen-Kassel zusammen genannt. Im Jahr 1853 wanderten die Einwohner der Dörfer Sespenrod bei Montabaur und Niederfischbach bei Katzenelnbogen geschlossen nach Amerika aus. Über den Texasverein dürften insgesamt rund 2.300 Personen ausgewandert sein.

### Auswanderung nach Australien
Die Australien-Auswanderung aus Nassau wurde durch die australische Schafzüchter- und Weinbauernfamilie MacArthur eingeleitet. Ein Vertreter der Familie hatte in den 1820er Jahren im Rheingau Weinbau studiert und verpflichtete im Jahr 1837 sechs Familien aus Erbach und Hattenheim zur Auswanderung und fünf Jahren Dienst auf den MacArthurschen Gütern, wo diese an der Etablierung der Weinproduktion mitarbeiten sollten. 1838 brachen in diesem Rahmen 29 Personen auf. Im Jahr 1843 folgte eine weitere Gruppe von 14 Personen aus dem persönlichen Umfeld der ersten Siedler. Von da an nahm die Australien-Auswanderung insbesondere in Erbach Fahrt auf, von wo nach 1848 mehr als 50 Familien diesen Weg nahmen.
Wesentlichen Anteil daran hatte der in Frankfurt geborene Wilhelm Kirchner, ein Sohn des Schulreformers Anton Kirchner, der 1848 nach längerem Aufenthalt in Australien im Auftrag der Familie MacArthur nach Deutschland zurückkehrte und dort eine rege Werbetätigkeit entfaltete. Im gleichen Jahr begann die britische Regierung die Übersiedlung ausländischer Interessenten nach Australien zu fördern, wenn diese aus dort benötigten Berufen stammten, wozu auch die Weinherstellung zählte. Im Dezember 1848 und im März 1849 legte jeweils ein Schiff mit von Kirchner geworbenen Auswanderern in London ab. Unter ihnen waren mehr als 300 Personen aus Nassau.
Kirchner intensivierte daraufhin seine Bemühungen, wobei er auf die Veröffentlichung positiv getönter Briefe von vorherigen Auswanderern und auf sein inzwischen aufgebautes Netz von Generalagenten zurückgriff. Im Herzogtum Nassau waren vor allem die Generalagenten aus Eltville und aus Frankfurt tätig. Der Rheingau und die umgebenden Ämter St. Goarshausen und Wiesbaden stellten die deutliche Mehrheit der Australienauswanderer, im Gegensatz zur Amerika-Auswanderung, in der der Westerwald und der Taunus als Herkunftsregionen wichtige Rollen spielten. Parallel begannen von etwa 1849 an konkurrierend zu Kirchner weitere Agenturen tätig zu werden. Etwa zwischen 1851 und 1856 erstreckte sich die Hochphase der nassauischen Auswanderung nach Australien.
Für das Ziel Australien war Hamburg der wichtigste Hafen, wobei zunächst in der Regel in London das Schiff gewechselt wurde. Von 1851 an gab es Direktpassagen von Hamburg nach Australien. Ankunftshafen war Sydney. In der Regel übernahmen die britische Regierung und der australische Arbeitgeber die Überfahrtskosten. Sowohl der Verdienst in Australien als auch die Bereitstellung von Wohnraum und Lebensmittelversorgung wurden in den Verträgen festgehalten. Die Auswanderer verpflichteten sich für eine begrenzte Zeit zur Arbeit für einen bestimmten Arbeitgeber. Neben den Reisekosten mussten sie die mit der Auswanderung verbundenen Abgaben und Gebühren in Nassau entrichten.
Im Jahr 1857 stellte die britische Regierung die Förderung von Einwanderern mit Weinbaukenntnissen ein, wohl weil es in Folge des Goldrauschs zu einer starken unkontrollierten Wanderbewegung auf den Kontinent gekommen war. Damit brach die Migration von Nassau nach Australien fast vollständig ab. Bis dahin hatte es 18 Schiffspassagen gegeben, bei denen Nassauer den Großteil der Passagiere stellten. Zwischen 1838 und den späten 1850er Jahren dürften insgesamt rund 1.600 Nassauer nach Australien ausgewandert sein. Der Großteil von ihnen blieb im Bundesstaat New South Wales.

## Herzöge
| Herzog           | Geburtstag     | Todestag          | Regierungszeit                       |
| ---------------- | -------------- | ----------------- | ------------------------------------ |
| Friedrich August | 23. April 1738 | 24. März 1816     | 30. August 1806 – 24. März 1816      |
| Wilhelm I.       | 14. Juni 1792  | 20. August 1839   | 24. März 1816 – 20. August 1839      |
| Adolph I.        | 24. Juli 1817  | 17. November 1905 | 20. August 1839 – 20. September 1866 |

Die nassauischen Herzöge entstammten der walramischen Linie des Hauses Nassau. Mitglieder der walramischen Linie des Hauses Nassau regieren heute noch im Großherzogtum Luxemburg (Nassau-Weilburg). Der jeweils amtierende Großherzog führt auch den Titel Herzog von Nassau.
Die Könige der Niederlande entstammen der ottonischen Linie Oranien-Nassau, die sich 1255 von der walramischen Linie getrennt hatte.

Porträts
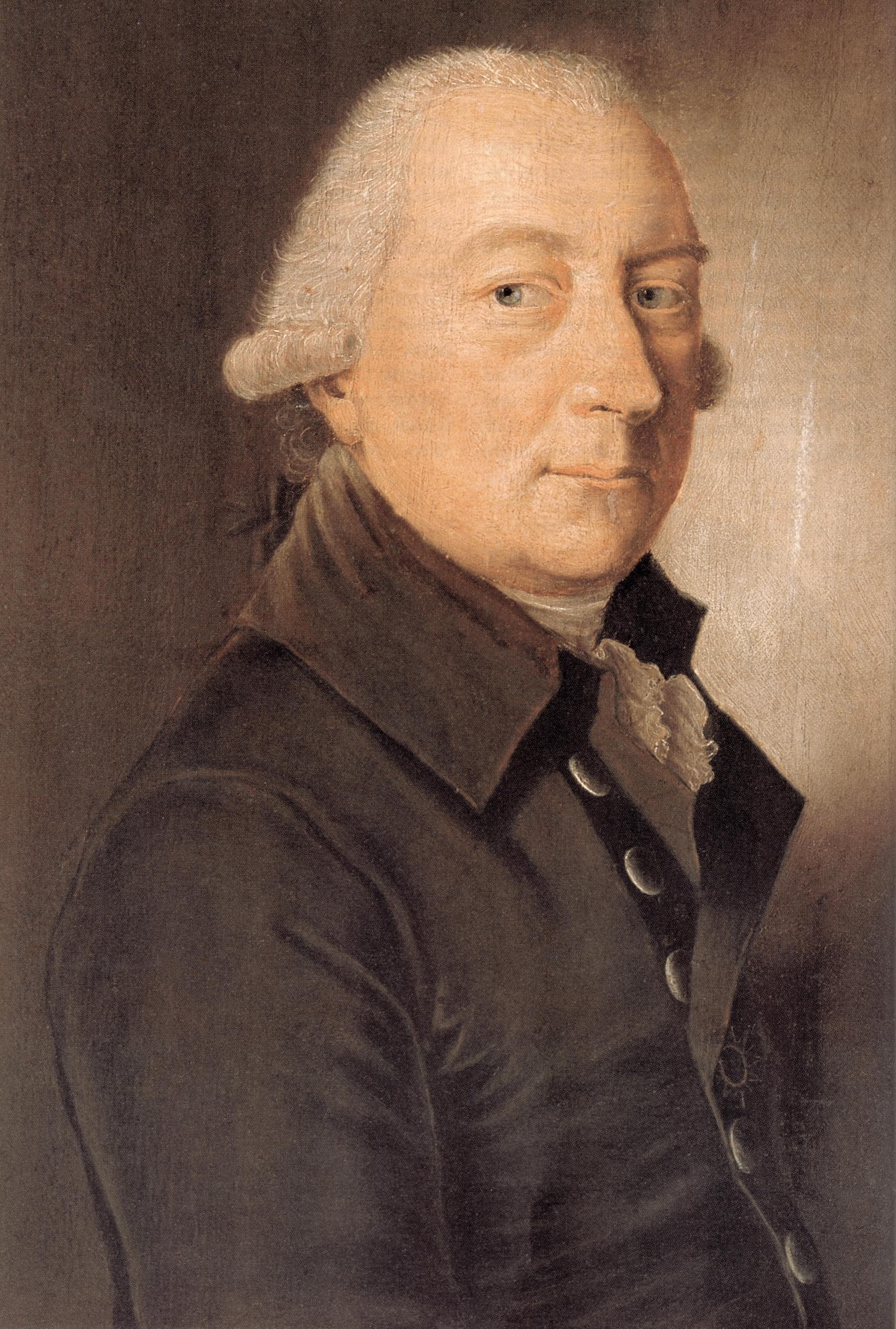
Friedrich August
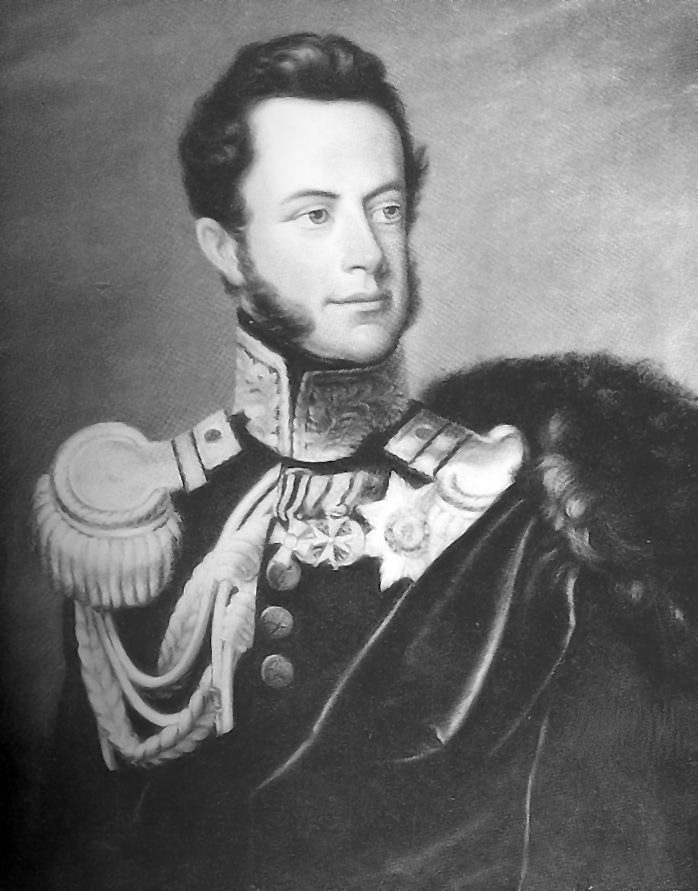
Wilhelm I.
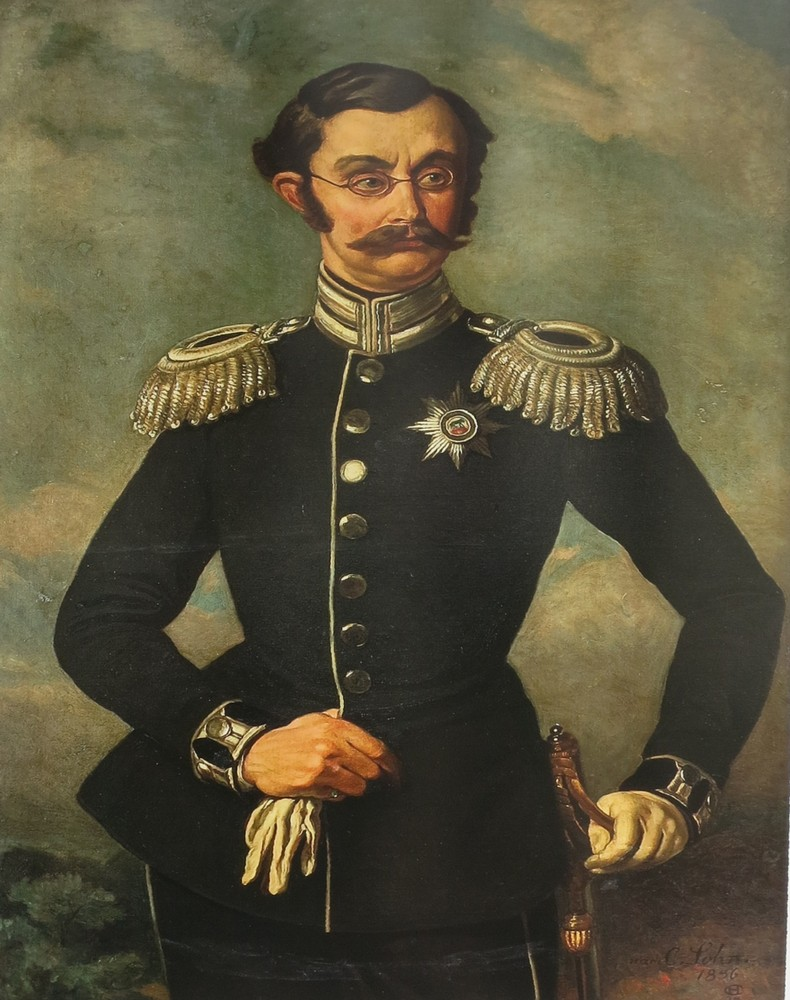
Adolph I.

## Staatsminister
| Staatsminister                                     | von  | bis  |
| -------------------------------------------------- | ---- | ---- |
| Hans Christoph Ernst von Gagern                    | 1806 | 1811 |
| Ernst Franz Ludwig Marschall von Bieberstein       | 1806 | 1834 |
| Carl Wilderich von Walderdorff                     | 1834 | 1842 |
| Friedrich Anton Georg Karl von Bock und Hermsdorf  | 1842 | 1843 |
| Emil August von Dungern                            | 1843 | 1848 |
| August Hergenhahn                                  | 1848 | 1849 |
| Friedrich Gerhard von Winzingerode                 | 1849 | 1852 |
| Prinz August Ludwig zu Sayn-Wittgenstein-Berleburg | 1852 | 1866 |
| August Hergenhahn                                  | 1866 | 1866 |

Porträts
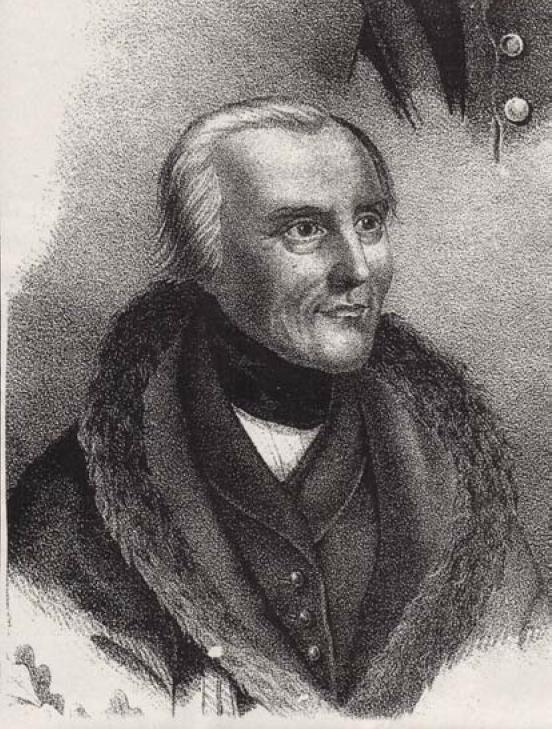
Hans von Gagern
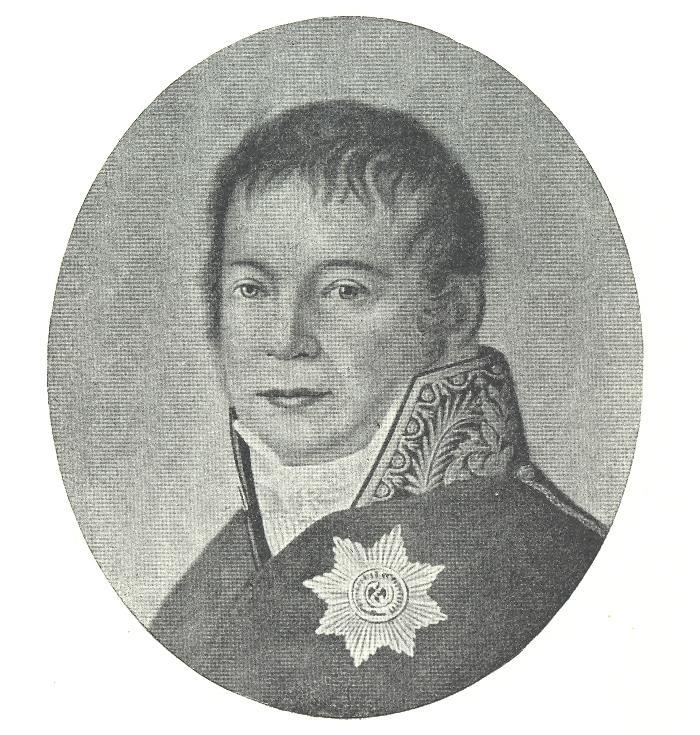
Ernst Marschall von Bieberstein
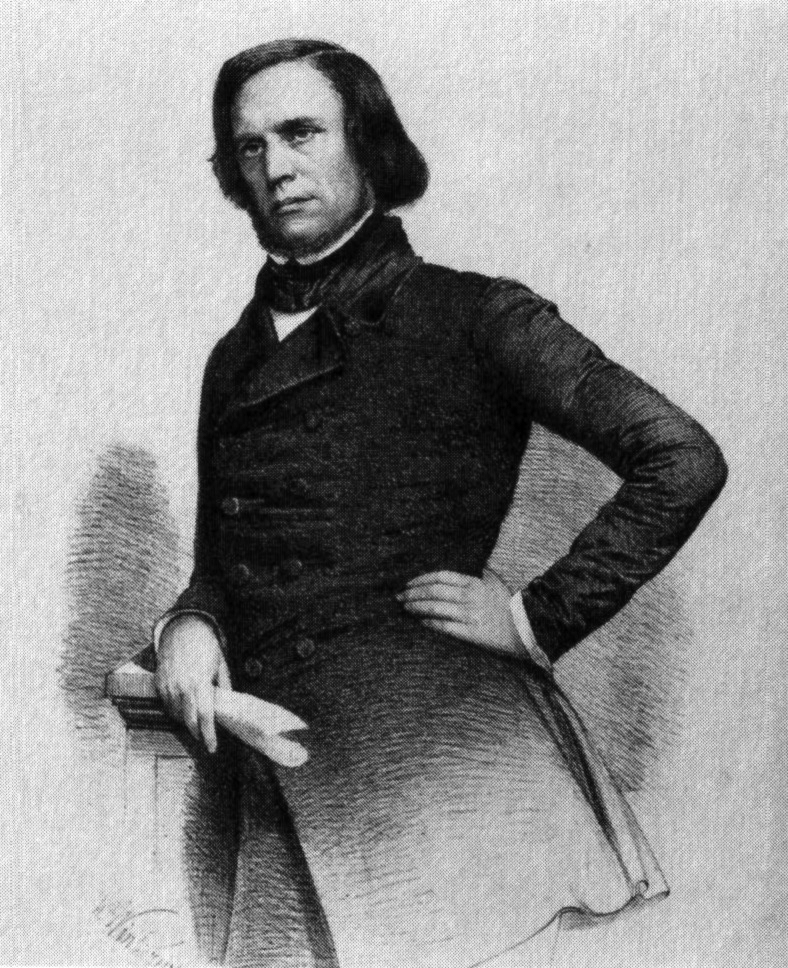
August Hergenhahn

## Verwaltungsgliederung

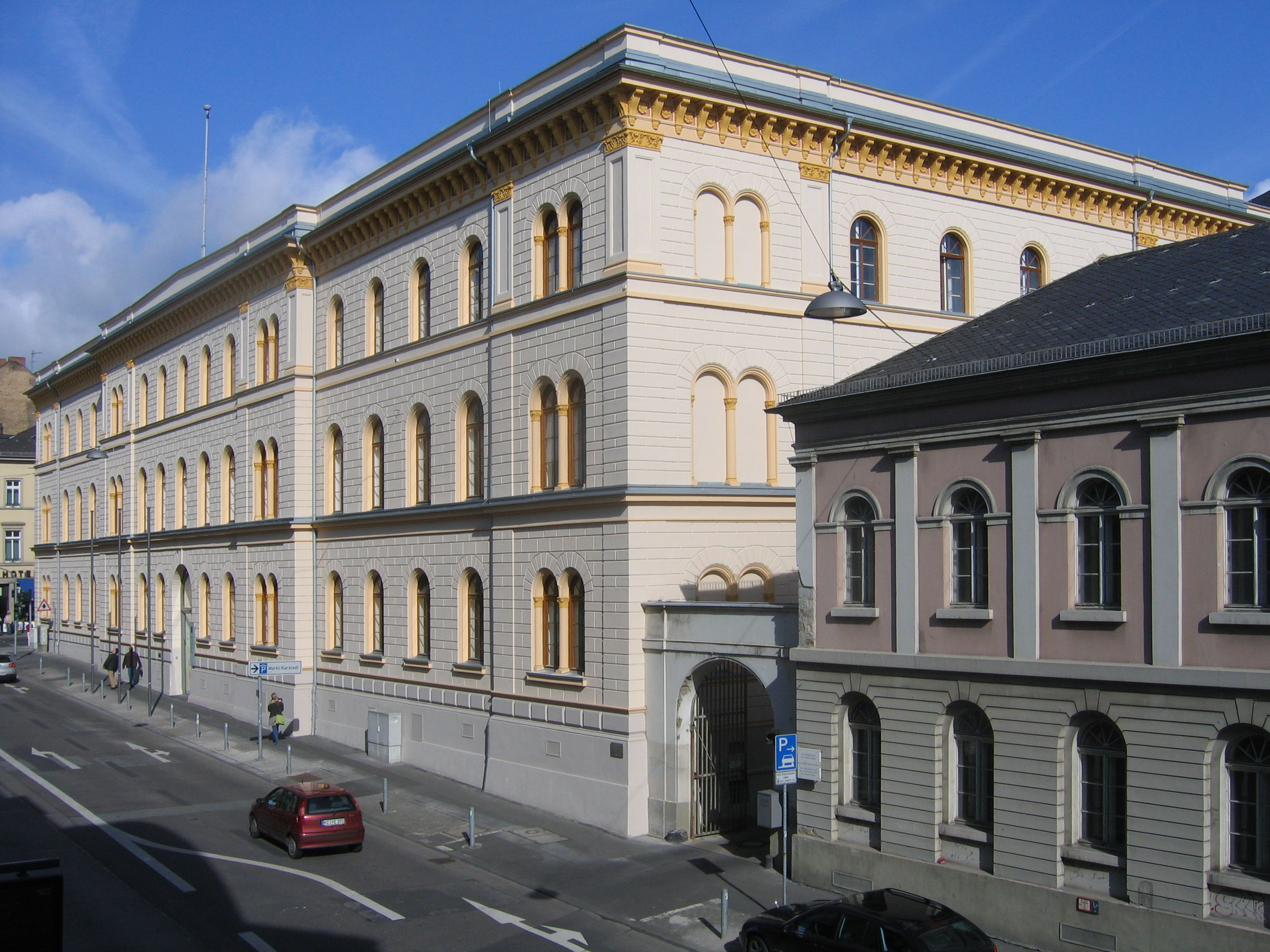
Zentrales Behördengebäude des Herzogtums, das Ministerialgebäude in Wiesbaden, heute Hessisches Ministerium der Justiz

### Regierungen
Auf der oberen Ebene bestanden mit der Entstehung des Herzogtums 1802 sieben Regierungen: Neben den bisherigen nassauischen Regierungen in Wiesbaden, Weilburg, Ehrenbreitstein, Hachenburg und Altenkirchen wurde ein gemeinschaftliches Ministerium und eine Administrationskommission mit Sitz in Wiesbaden als die erste gemeinsame Zentralbehörde für die Gebiete der mediatisierten Fürsten, Grafen und Herren geschaffen. 1806 erfolgte die Auflösung der nassau-usingischen Regierung Altenkirchen. Die Administrationskommission wurde mit Edikt vom 25. Juli 1809 und die Regierung Hachenburg mit Edikt vom 1. August 1809 aufgehoben. Damit war neben dem gemeinsamen Ministerium eine mittlere Verwaltungsebene aus drei Regierungsbezirken entstanden: Wiesbaden, Weilburg und Ehrenbreitstein. Mit den Ibel'schen Verwaltungsreformen wurde 1816 die mittlere Verwaltungsebene abgeschafft.

### Ämter
Mit der Gründung des Herzogtums bestanden 62 Ämter, davon 35 im Regierungsbezirk Wiesbaden, 23 im Regierungsbezirk Ehrenbreitstein und 5 im Regierungsbezirk Weilburg. Im Laufe der folgenden Jahre erfolgte eine Vielzahl von Zusammenlegungen von Ämtern. Territoriale Veränderungen ergaben sich auch aus den auf dem Wiener Kongress (1815) getroffenen sowie anschließenden zwischenstaatlichen Vereinbarungen.
Eine neue Ämtereinteilung wurde am 4. Juni 1816 verfügt, die am 1. Juli 1816 in Kraft trat. Diese sah zunächst 25 Ämter vor, später erfolgte die Einteilung in 28 Ämter. Die nassauischen Ämter waren, wie auch in einigen anderen deutschen Staaten, die Vorläufer der späteren Landkreise, umfassten aber in der Regel ein kleineres Gebiet als diese. An der Spitze der Ämter stand, als örtlicher Statthalter des Herzogs, ein Amtmann. Die Amtseinteilung wurde teilweise von den Vorgängerstaaten, etwa Kurmainz, übernommen.

### Kreisämter
Ähnlich wie im benachbarten Großherzogtum Hessen kam es gegen Mitte des Jahrhunderts zu einer kurzlebigen Verwaltungsreform. Mit Gesetz vom 4. April 1849 wurden zum 1. Juli 1849 Rechtsprechung und Verwaltung auf der untersten Ebene getrennt. Die Verwaltung übernahmen 10 neu geschaffene Kreisämter, die Ämter wurden als Justizämter reine Gerichte der ersten Instanz. Die Reform wurde jedoch bereits am 1. Oktober 1854 wieder rückgängig gemacht, die Kreise wieder abgeschafft und die Ämter wiederhergestellt.
| - Kreisamt Hachenburg - Kreisamt Hadamar - Kreisamt Herborn - Kreisamt Höchst - Kreisamt Idstein | - Kreisamt Langen-Schwalbach - Kreisamt Limburg - Kreisamt Nassau - Kreisamt Rüdesheim - Kreisamt Wiesbaden |

Daneben bestand für die Exklave Reichelsheim das Kreisamt Reichelsheim.
Erst nach der preußischen Annexion, als aus dem bisherigen Herzogtum und einigen anderen Gebieten 1867 der Regierungsbezirk Wiesbaden entstand, wurde das nassauische Gebiet in Kreise eingeteilt, die in der Regel bis zu den Gebietsreformen der 1970er Jahre Bestand hatten.

## Orden und Ehrenzeichen
Am 8. Mai 1858 stiftete Herzog Adolph den Militär- und Zivildienst-Orden Adolphs von Nassau, der später vom Großherzogtum Luxemburg fortgeführt und bis heute verliehen wird.
Weitere Auszeichnungen des Herzogtums:
- Tapferkeitsmedaille (Nassau)
- Medaille für Rettung aus Lebensgefahr (Nassau)
- Medaille für das Gefecht bei Eckernförde
- Medaille für den Feldzug 1866 (Nassau)

## Ausstellung
Das Freilichtmuseum Hessenpark thematisiert in einer im Jahr 1830 ursprünglich in Runkel-Hofen erbauten und 1984 in das Museum translozierten Scheune das Herzogtum Nassau in einer Dauerausstellung. Auf zwei Ebenen werden dort die Geschichte, das Staatswesen sowie die Währungsgeschichte im Einzelnen behandelt.